# Liste der Biografien/Qua
Liste der Biografien |
Portal Biografien |
Personensuche
# |
A |
B |
C |
D |
E |
F |
G |
H |
I |
J |
K |
L |
M |
N |
O |
P |
Q |
R |
S |
T |
U |
V |
W |
X |
Y |
Z |
?
 
Qa |
Qe |
Qi |
Qo |
Qr |
Qu |
Qv |
Qw |
Qy
 
Qua |
Qub |
Qud |
Que |
Quh |
Qui |
Quj |
Qul |
Qum |
Qun |
Quo |
Qur |
Qus |
Qut |
Quw |
Quy
Die Liste der Biografien führt alle Personen auf, die in der deutschsprachigen Wikipedia einen Artikel haben. Dieses ist eine Teilliste mit 479 Einträgen von Personen, deren Namen mit den Buchstaben „Qua“ beginnt.

## Qua

### Quaa
- Quaade, George (1813–1889), dänischer Diplomat und Außenminister
- Quaade, Peter Friderich (1779–1850), dänischer Generalmajor
- Quaade, Rasmus Christian (* 1990), dänischer Bahn- und Straßenradrennfahrer
- Quaas, Dieter (* 1950), deutscher Politiker (DBD, CDU), MdL Mecklenburg-Vorpommern
- Quaas, Emil (* 1996), deutscher Eishockeyspieler
- Quaas, Friedrun (* 1954), deutsche Wirtschaftswissenschaftlerin
- Quaas, Georg (* 1951), deutscher Hochschullehrer
- Quaas, Gerhard, deutscher Militärhistoriker und Kurator
- Quaas, Guido (* 1927), deutscher Politiker (SED)
- Quaas, Johanna (* 1925), deutsche TurnerinJohanna Quaas (* 1925)

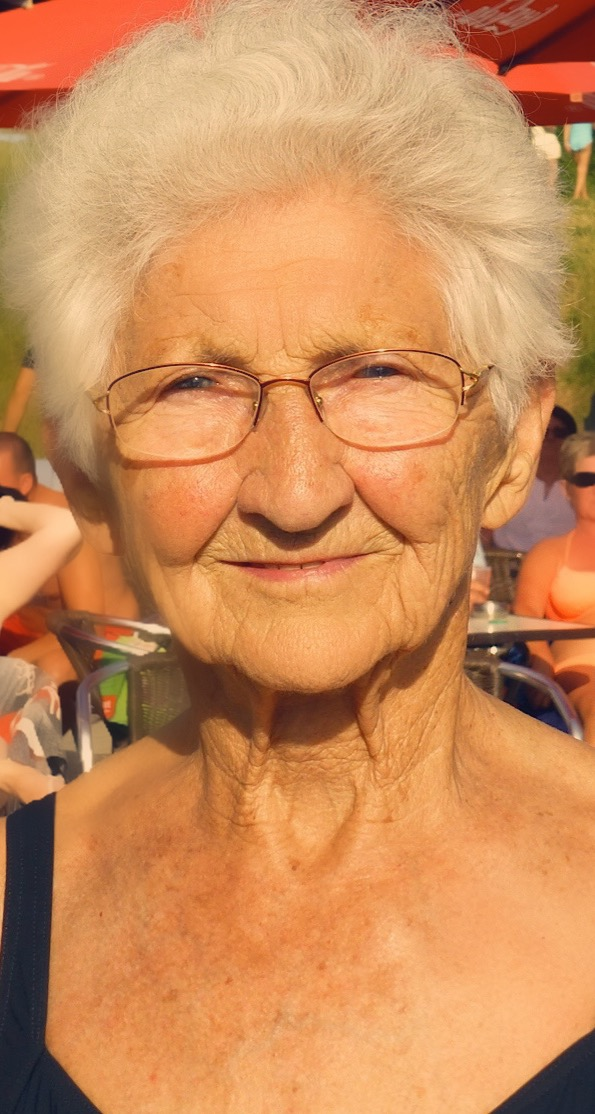
Johanna Quaas (* 1925)

- Quaas, Martin (* 1974), deutscher Physiker, Wirtschaftswissenschaftler und Hochschullehrer
- Quaas, Max (1920–1987), deutscher Arbeitsmediziner und Hochschullehrer
- Quaas, Michael (* 1948), deutscher Jurist
- Quaas, Michael (* 1949), deutscher Handballspieler und Handballtrainer
- Quaas, Thomas-Bernd (* 1952), deutscher Manager
- Quaas, Tom (* 1965), deutscher Schauspieler und Regisseur
- Quaatz, Reinhold (1876–1953), deutscher Jurist und Politiker (DVP, DNVP, CDU), MdR

### Quab
- Quabbe, Georg (1887–1950), deutscher Rechtsanwalt und Schriftsteller
- Quabeck, Benjamin (* 1976), deutscher Filmregisseur
- Quabeck, Ralf (* 1958), deutscher Fußballspieler
- Quabius, Dave (1916–1983), amerikanischer Basketballspieler

### Quac
- Quách Công Lịch (* 1993), vietnamesischer Langstreckenläufer
- Quach, Flemming (* 1992), dänischer Badmintonspieler
- Quách, Thị Lan (* 1995), vietnamesische Leichtathletin
- Quack, Anton (1946–2009), deutscher Priester und Ethnologe
- Quack, Erhard (1904–1983), deutscher Kirchenlieddichter und -komponist
- Quack, Friedrich (1934–2014), deutscher Jurist, Richter am Bundesgerichtshof (1982–1999)
- Quack, Heidrun (* 1957), deutsche Juristin und Richterin
- Quack, Hendrik Peter Godfried (1834–1917), niederländischer Historiker und Ökonom
- Quäck, Joachim († 1834), brasilianischer Botokude-Indianer, Kammerdiener in Neuwied
- Quack, Joachim Friedrich (* 1966), deutscher Ägyptologe
- Quack, Johannes (* 1959), deutscher Kirchenmusiker
- Quack, Karlheinz (1926–2006), deutscher Rechtsanwalt
- Quack, Maria Fabiola (1896–1983), deutsche Ordensschwester und Lehrerin
- Quack, Martin (* 1948), deutscher Chemiker
- Quack, Norbert H. (* 1947), deutscher Rechtsanwalt und Notar, Aufsichtsrat in Unternehmen sowie Honorarkonsul von Sri Lanka
- Quack, Rudolf (1909–2001), deutscher Ingenieur und Hochschullehrer
- Quack, Sigrid (* 1958), deutsche Sozialwissenschaftlerin
- Quackenbush, Bill (1922–1999), kanadischer Eishockeyspieler
- Quackenbush, Edward Clarke (1906–1987), kanadischer Hochfrequenz-Ingenieur und Erfinder
- Quackenbush, Jennifer Lyn (* 1973), US-amerikanische Schauspielerin
- Quackenbush, John A. (1828–1908), US-amerikanischer Politiker

### Quad
- Quad, Matthias (* 1557), deutscher historisch-geographischer Schriftsteller, Kupferstecher und Schulmeister
- Quadagno, Jill S. (* 1942), US-amerikanische Soziologin
- Quadal, Martin Ferdinand (* 1736), österreichischer Maler und Kupferstecher
- Quadarella, Simona (* 1998), italienische Schwimmerin
- Quadbeck, Eva (* 1970), deutsche Journalistin
- Quadbeck, Günter (1915–2004), deutscher Chemiker, Neurochemiker
- Quadbeck-Seeger, Hans-Jürgen (* 1939), deutscher Chemiker, Manager und Sachbuchautor
- Quade, Ann-Christin (* 1992), deutsche Volleyballspielerin
- Quade, Bernd (* 1959), deutscher Fußballspieler
- Quade, Erich (1883–1959), deutscher General der Flieger im Zweiten Weltkrieg
- Quade, Ferdinand (1860–1915), preußischer Generalmajor
- Quade, Heinrich (1866–1945), deutscher Bauunternehmer und Memoiren-Autor
- Quade, Heinrich Christian (1775–1852), deutscher Politiker
- Quade, Henning (* 1988), deutscher Handballspieler
- Quade, Henriette (* 1984), deutsche Politikerin (Die Linke, parteilos), MdLHenriette Quade (* 1984)

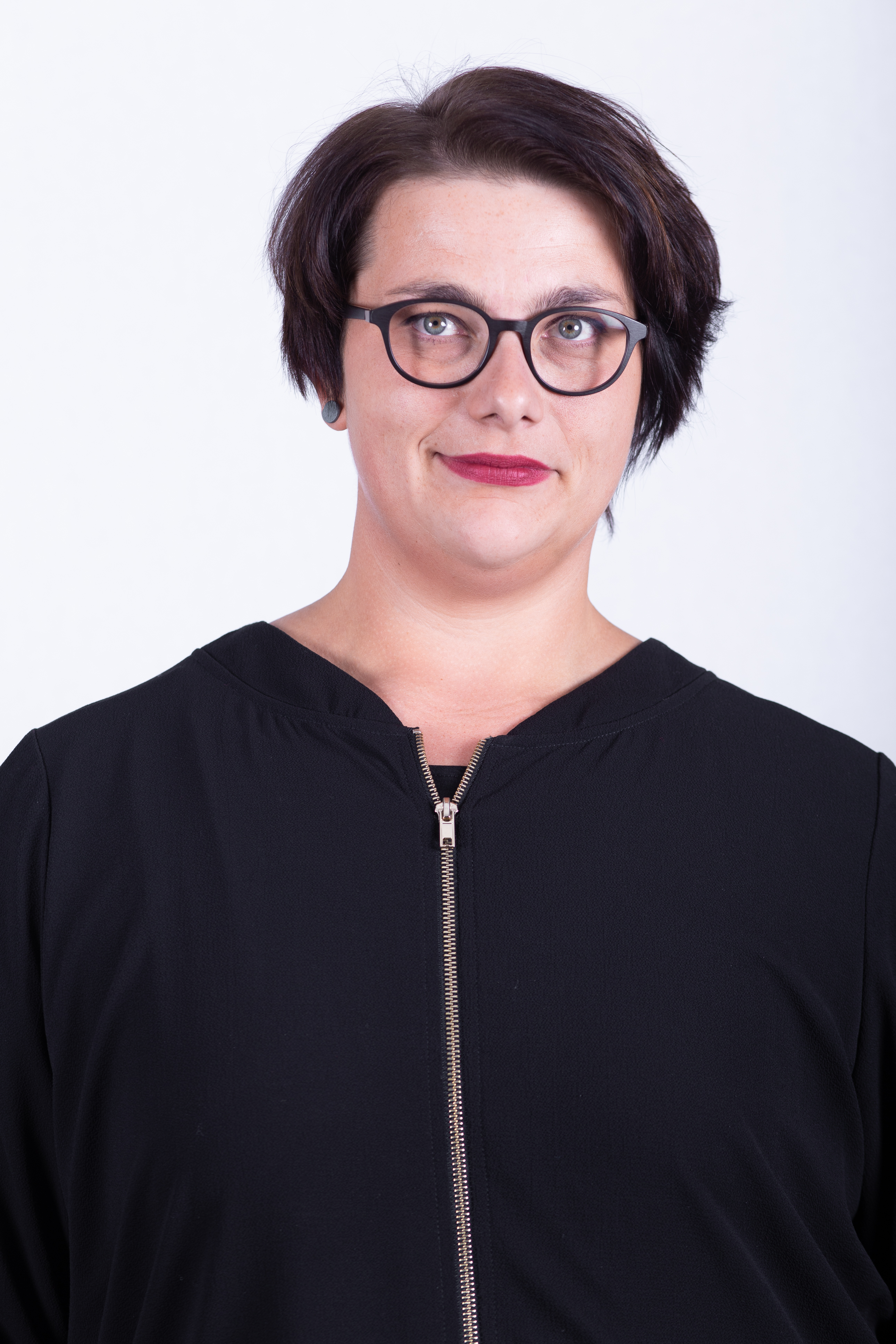
Henriette Quade (* 1984)

- Quade, Jacqueline (* 1997), US-amerikanische Volleyball- und Beachvolleyballspielerin
- Quade, Jan (* 1988), deutscher Leichtathlet
- Quade, John (1938–2009), US-amerikanischer Schauspieler
- Quade, Michael Friedrich (1682–1757), deutscher evangelischer Theologe und Schulmann
- Quade, Otto (1907–1985), deutscher Politiker (KPD), MdL
- Quade, Rainer (* 1966), deutscher Komponist, Arrangeur, Orchestrator und Dirigent
- Quade, Renold (* 1961), deutscher Dirigent und Posaunist
- Quade, Sascha (* 1988), deutscher Schauspieler
- Quade, Wilhelm (1898–1975), deutscher Mathematiker
- Quadejacob, Gerhard (1951–2022), deutscher Fußballtorwart
- Quaderer, Alex (* 1971), liechtensteinischer Fussballspieler und Autor
- Quaderer, Baptist (1892–1931), liechtensteinischer Landwirt und Landtagsabgeordneter
- Quaderer, Benjamin (* 1989), liechtensteinischer Schriftsteller
- Quaderer, Harry (* 1959), liechtensteinischer Politiker
- Quaderer, Hugo (* 1965), liechtensteinischer Politiker und Regierungsrat
- Quaderer, Sascha (* 1974), liechtensteinischer Politiker (FBP), Abgeordneter im liechtensteinischen Landtag
- Quadflieg, Christian (1945–2023), deutscher Schauspieler, Regisseur, RezitatorChristian Quadflieg (1945–2023)

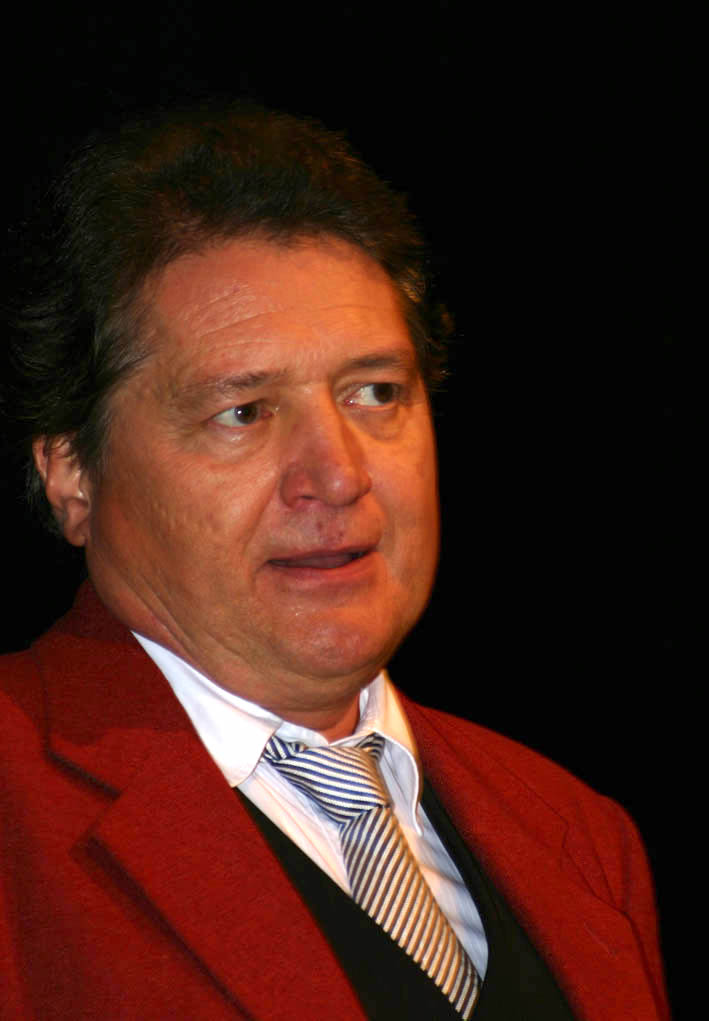
Christian Quadflieg (1945–2023)

- Quadflieg, Franz (1900–1957), deutscher Politiker (NSDAP), MdR
- Quadflieg, Günter (* 1950), deutscher Designer, Fotograf und Komponist
- Quadflieg, Josef (1924–2020), deutscher Religionspädagoge und Autor
- Quadflieg, Josef (1933–2013), deutscher Schauspieler und Hörspielsprecher
- Quadflieg, Peter M. (* 1982), deutsch-belgischer Historiker und Archivar
- Quadflieg, Roswitha (* 1949), deutsche Schriftstellerin und Buchgestalterin
- Quadflieg, Sandra (* 1979), deutsche Schauspielerin
- Quadflieg, Will (1914–2003), deutscher TheaterschauspielerWill Quadflieg (1914–2003)

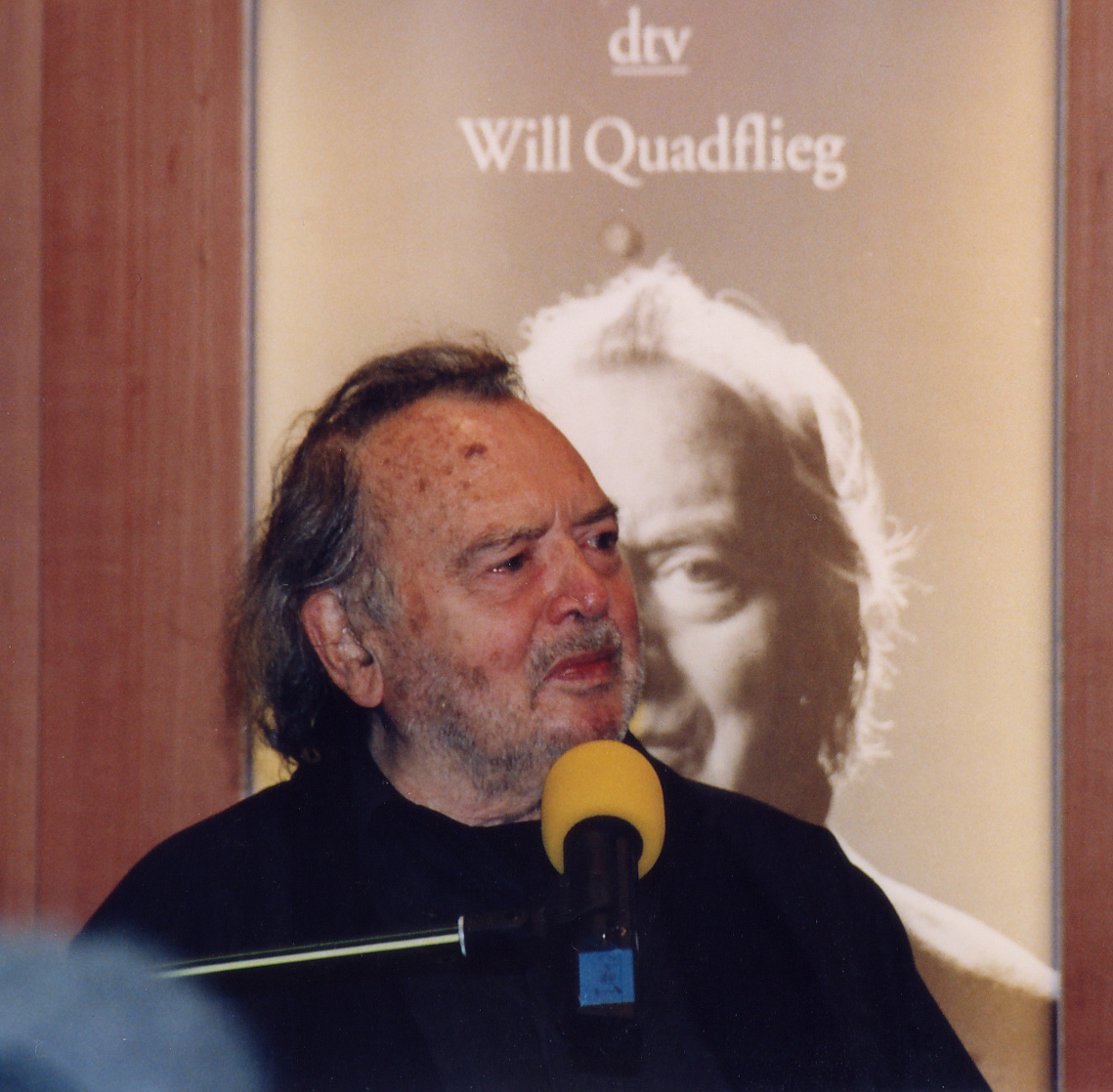
Will Quadflieg (1914–2003)

- Quadir, Fahmi (* 1990), US-amerikanische Shortsellerin
- Quadlbauer, Franz (1924–2009), österreichischer klassischer Philologe
- Quadra, Hostius, römischer Sklavenhalter
- Quadrado, Josep Maria (1819–1896), mallorquinischer Historiker, Schriftsteller und Publizist
- Quadranti, Antonio (* 1980), italienischer Radrennfahrer
- Quadranti, Rosmarie (* 1957), Schweizer Politikerin
- Quadratus von Athen, Bischof von Athen, Apologet
- Quadre, Barakat Oyinlomo (* 2003), nigerianische Tennisspielerin
- Quadri de la Torre, Gabriel (* 1954), mexikanischer Politiker (PANAL)
- Quadri, Antonio (1777–1845), italienischer kaiserlicher Rat, Autor und Mitglied im Ateneo Venetocenza
- Quadri, Giovanni Battista (1777–1839), Schweizer Anwalt, Politiker und Tessiner Staatsrat
- Quadri, Jacopo (* 1964), italienischer Filmeditor und Dokumentarfilm-Regisseur
- Quadri, Lorenzo (* 1974), Schweizer Politiker (Lega)
- Quadri, Ondina (* 1994), italienische Schauspielerin
- Quadri, Santo Bartolomeo (1919–2008), römisch-katholischer Bischof von Terni-Narni-Amelia, Erzbischof von Modena-Nonantola
- Quadri, Ulisse (* 1953), italienischer Amateurastronom
- Quadrio, Francesco Saverio (1695–1756), italienischer Priester, Historiker und Literat
- Quadrio, Gerolamo (1625–1679), schweizerisch-italienischer Architekt
- Quadrio, Maurizio (1800–1876), italienischer Freiheitskämpfer
- Quadrio-Curzio, Alberto (* 1937), italienischer Wirtschafts- und Politikwissenschaftler
- Quadros, Bruno (* 1977), brasilianischer Fußballspieler
- Quadros, Ciro de (1940–2014), brasilianischer Mediziner (Epidemiologie)
- Quadros, Isabel de (* 1999), brasilianische Stabhochspringerin
- Quadros, Jânio (1917–1992), brasilianischer Politiker, Präsident Brasiliens (1961)Jânio Quadros (1917–1992)

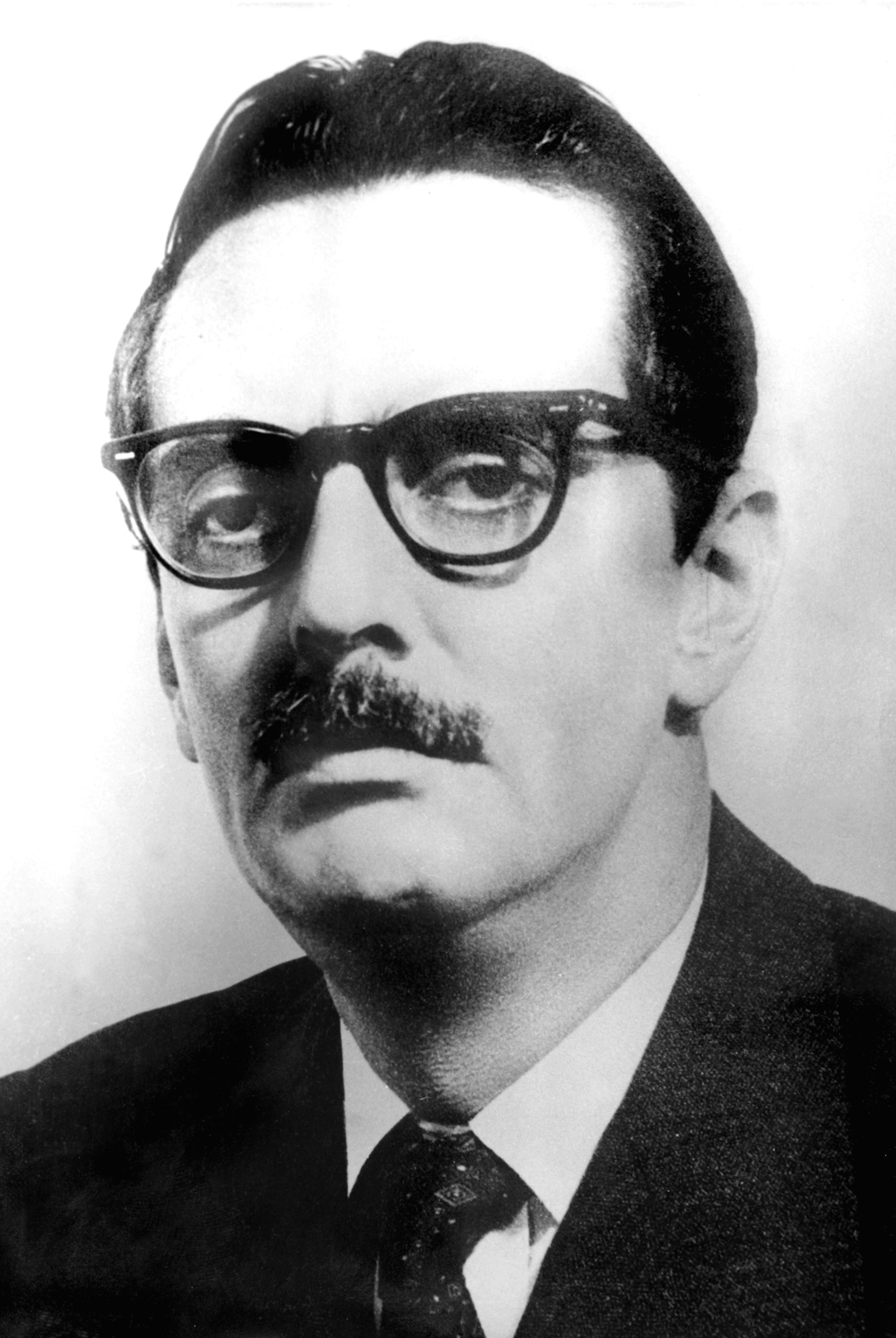
Jânio Quadros (1917–1992)

- Quadros, Ketleyn (* 1987), brasilianische Judoka
- Quadros, Rafael Ramazotti de (* 1988), brasilianisch-italienischer Fußballspieler
- Quadt und Hüchtenbruck, Konstantin von (1781–1868), preußischer General der Infanterie, Gouverneur von Breslau sowie Herr auf Haus Bögge bei Hamm
- Quadt und Hüchtenbruck, Konstantin von (1825–1881), deutscher Verwaltungsjurist und Politiker in Hannover und Preußen
- Quadt von Hüchtenbruck, Ludwig von (1779–1849), preußischer Generalleutnant, Kommandeur der Festung Mainz
- Quadt von Wickrath, Johann Christian Rölemann (1699–1756), königlich preußischer Generalmajor, Domdechant von Kolberg
- Quadt zu Alsbach, Wienand Ruttger von, Herr des Adelssitzes Haus Alsbach in Engelskirchen
- Quadt zu Wickrath, Friedrich Wilhelm, königlich-preußischer Oberst, Chef eines Garnisonsregiments
- Quadt zu Wykradt und Isny, Albert von (1864–1930), deutscher Jurist, Diplomat, Botschaftsrat
- Quadt zu Wykradt und Isny, Eugen von (1887–1940), deutscher Politiker (NSDAP), MdR und bayerischer Wirtschaftsminister
- Quadt, Adalbert (1903–1987), deutscher Gitarrist und Musikpädagoge
- Quadt, Adolf von († 1610), Domherr in Münster und Trier
- Quadt, Arnulf (* 1969), deutscher Teilchenphysiker
- Quadt, Bertram (* 1966), deutscher Journalist, Hörfunkmoderator und AutorBertram Quadt (* 1966)

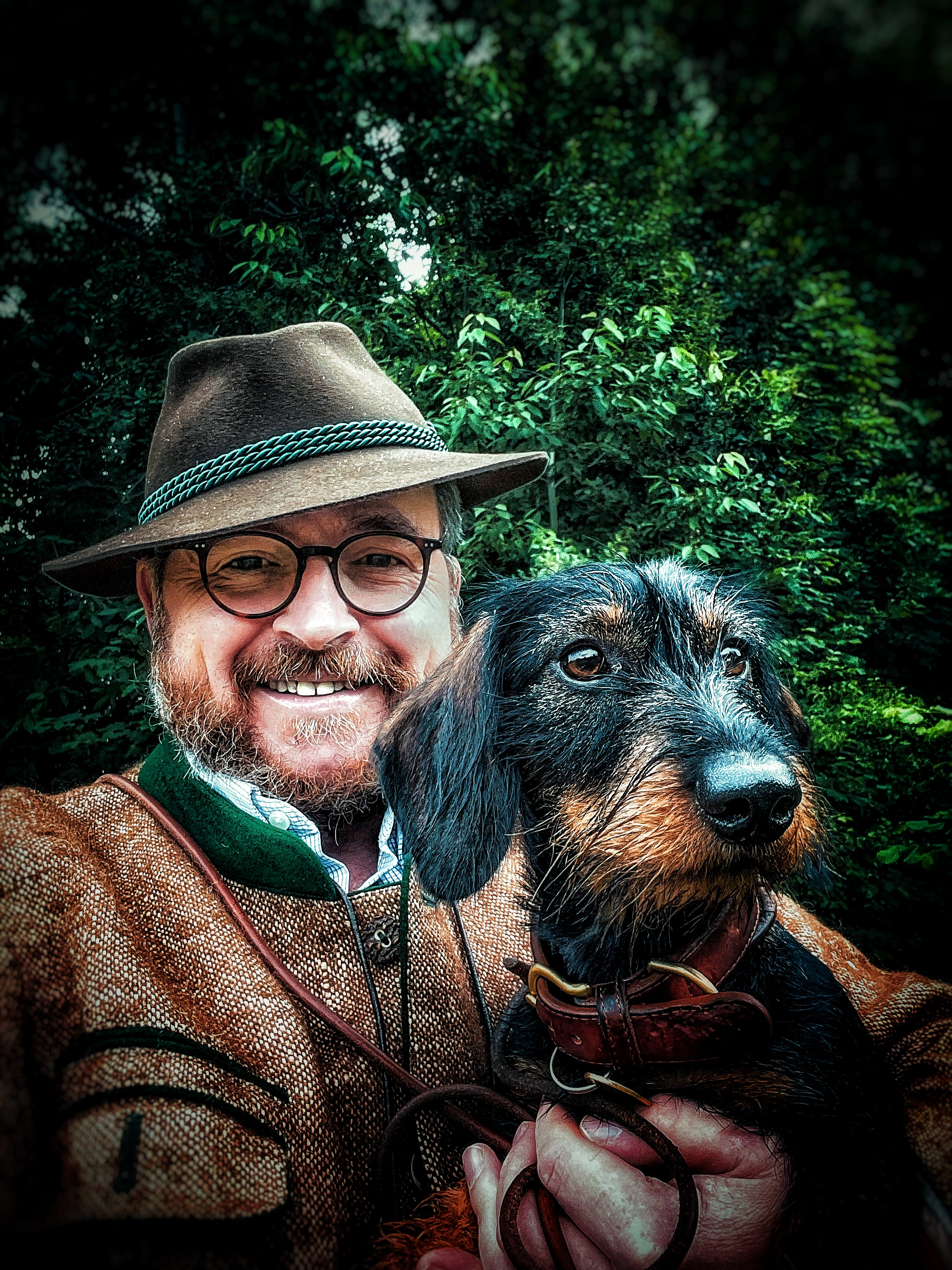
Bertram Quadt (* 1966)

- Quadt, Ludwig Alexander Rölemann von (1675–1745), königlich-preußischer Wirklicher Geheimer Staatsminister
- Quadt-Wyckrath-Hüchtenbruck, Gustav von (1867–1929), preußischer Landrat der Kreise Meisenheim und Ilfeld
- Quadt-Wykradt-Isny, Bertram von (1849–1927), deutscher Kammerherr, MdL (Württemberg)
- Quadt-Wykradt-Isny, Friedrich von (1818–1892), deutscher Diplomat und Politiker (Zentrum), MdR
- Quadt-Wykradt-Isny, Julie von (1859–1925), bayerische Adelige, Schriftstellerin und Stifterin des Franziskanerklosters Kelkheim (Taunus)Julie von Quadt-Wykradt-Isny (1859–1925)

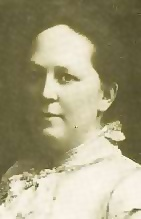
Julie von Quadt-Wykradt-Isny (1859–1925)

- Quadt-Wykradt-Isny, Otto von (1817–1899), deutscher Politiker, Reichsrat
- Quadt-Wykradt-Isny, Otto Wilhelm von (1758–1829), Graf im Heiligen Römischen Reich
- Quadt-Wykradt-Isny, Wilhelm von (1783–1849), deutscher Kammerherr, MdL (Württemberg)

### Quae
- Quaedvlieg, Charles (1823–1874), niederländischer Genre-, Historien-, Tier-, Landschafts- und Vedutenmaler der Düsseldorfer Schule
- Quaegebeur, Jan (1943–1995), belgischer Ägyptologe
- Quaeschning, Thorsten (* 1977), deutscher Musiker, Komponist und Produzent
- Quaet-Faslem, Bruno Emanuel (1785–1851), belgisch-deutscher Bauingenieur und Architekt, hannoverscher Baubeamter
- Quaet-Faslem, Georg (1845–1919), deutscher Förster
- Quaet-Faslem, Georg (1872–1927), deutscher Mediziner, Politiker und Parlamentarier
- Quaet-Faslem, Hans (1874–1941), deutscher Admiral
- Quaet-Faslem, Jürgen (1913–1971), deutscher Marineoffizier

### Quag
- Quaglia, Emma (* 1980), italienische Langstreckenläuferin
- Quaglia, Ferdinando (1780–1853), italienischer Miniaturmaler und Lithograf
- Quaglia, Gerolamo (1902–1985), italienischer Ringer
- Quaglia, Léon (1896–1961), französischer Eishockeyspieler und Eisschnellläufer
- Quaglia, Lorenz (1869–1934), deutscher Jurist und Politiker
- Quagliarella, Fabio (* 1983), italienischer FußballspielerFabio Quagliarella (* 1983)

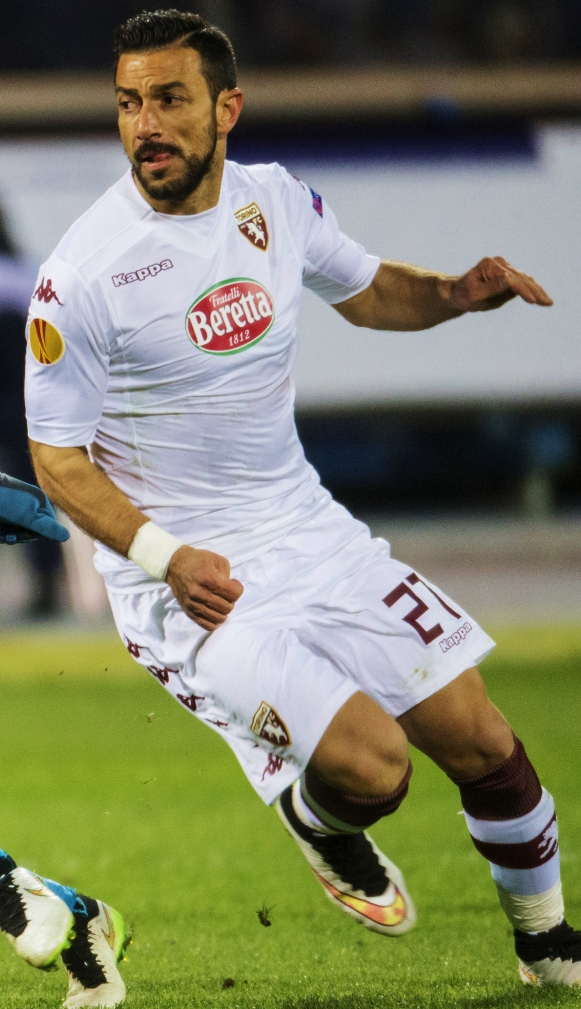
Fabio Quagliarella (* 1983)

- Quagliariello, Gaetano (* 1960), italienischer Politiker
- Quagliata, Giovanni Battista (1603–1673), italienischer Maler und Architekt
- Quagliata, Narcissus (* 1942), italienischer bildender Künstler
- Quagliati, Paolo († 1628), italienischer Komponist und Organist
- Quagliati, Quintino (1869–1932), italienischer Prähistoriker und Klassischer Archäologe
- Quaglierini, Ottorino (1915–1992), italienischer Ruderer
- Quaglio, Angelo (1778–1815), deutscher Zeichner, Maler, Grafiker und Lithograf
- Quaglio, Angelo (1829–1890), Bühnenbildner und Theatermaler
- Quaglio, Anton (1832–1878), deutsch-ungarischer Schriftsteller und Zeichner
- Quaglio, Domenico (1787–1837), Architekturmaler der deutschen Romantik
- Quaglio, Franz (1844–1920), deutscher Maler
- Quaglio, Giuseppe (1747–1828), italienischer Maler, Bühnenbildner und Theaterarchitekt des Klassizismus
- Quaglio, Julius (1833–1899), deutscher Chemiker und Techniker
- Quaglio, Lorenzo (1730–1804), Maler und Architekt des Barock
- Quaglio, Lorenzo II (1793–1869), deutscher Maler (Romantik)
- Quaglio, Simon (1795–1878), deutscher Maler und Grafiker
- Quagliotti, Mario (1938–2019), italienischer Diplomat
- Quagliotti, Matías (* 1985), uruguayischer Fußballspieler

### Quah
- Quah, Danny (* 1958), malaysischer Volkswirtschaftler und Hochschullehrer
- Quah, Kim Swee († 2015), singapurischer Fußballspieler

### Quai
- Quaiapen († 1676), Sachem der östlichen Niantic
- Quaid, David L. (1920–2010), US-amerikanischer Kameramann
- Quaid, Dennis (* 1954), US-amerikanischer Schauspieler
- Quaid, Jack (* 1992), US-amerikanischer Schauspieler und SynchronsprecherJack Quaid (* 1992)

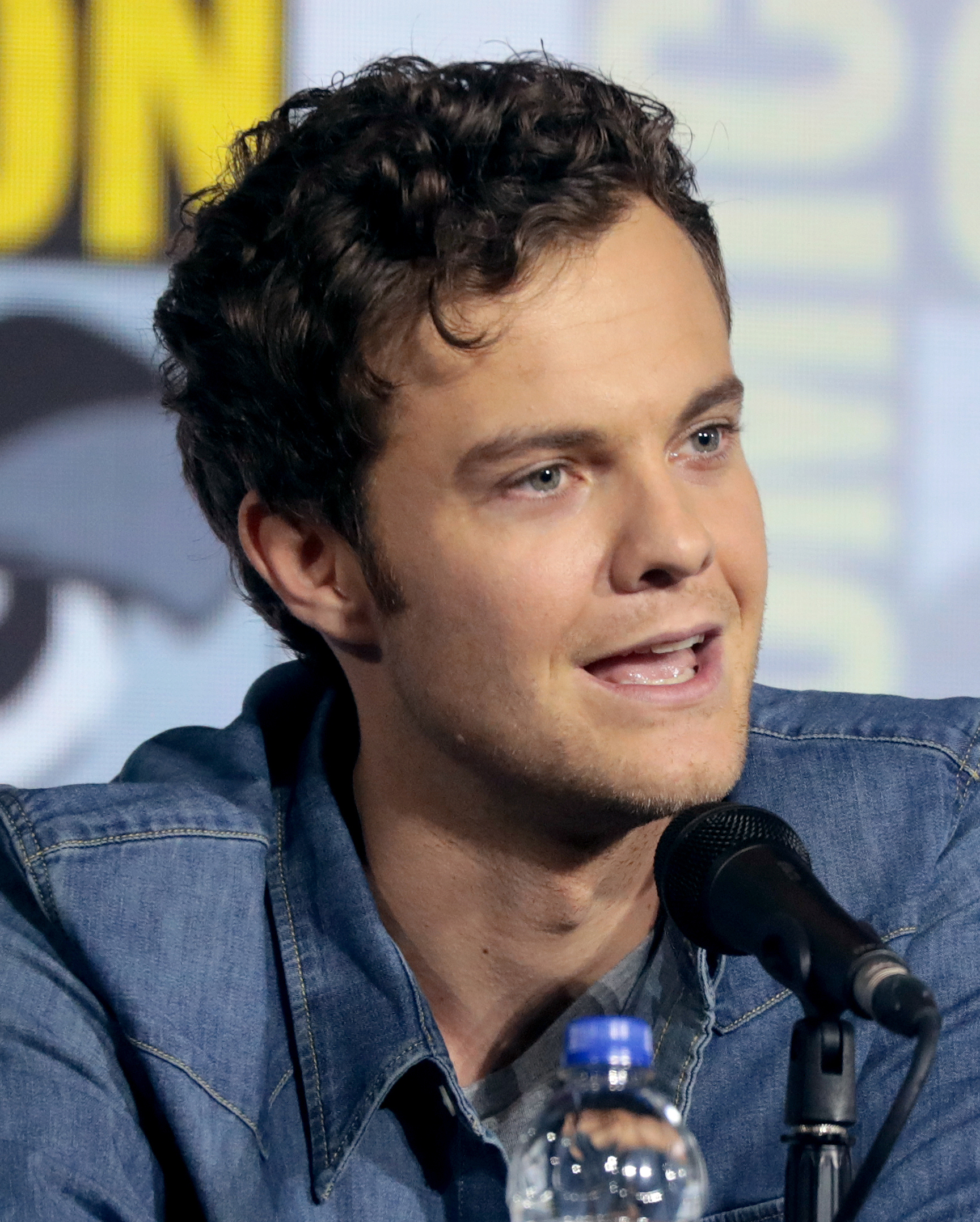
Jack Quaid (* 1992)

- Quaid, Randy (* 1950), US-amerikanischer Schauspieler
- Quaide, Liam (* 1979), irischer Politiker
- Quaife-Hobbs, Adrian (* 1991), britischer Automobilrennfahrer
- Quaile, Mary (1886–1958), britische Gewerkschafterin irischer Herkunft
- Quaini, Massimo (1941–2017), italienischer Geograph
- Quainoo, Ivy (* 1992), deutsche Popsängerin ghanaischer AbstammungIvy Quainoo (* 1992)

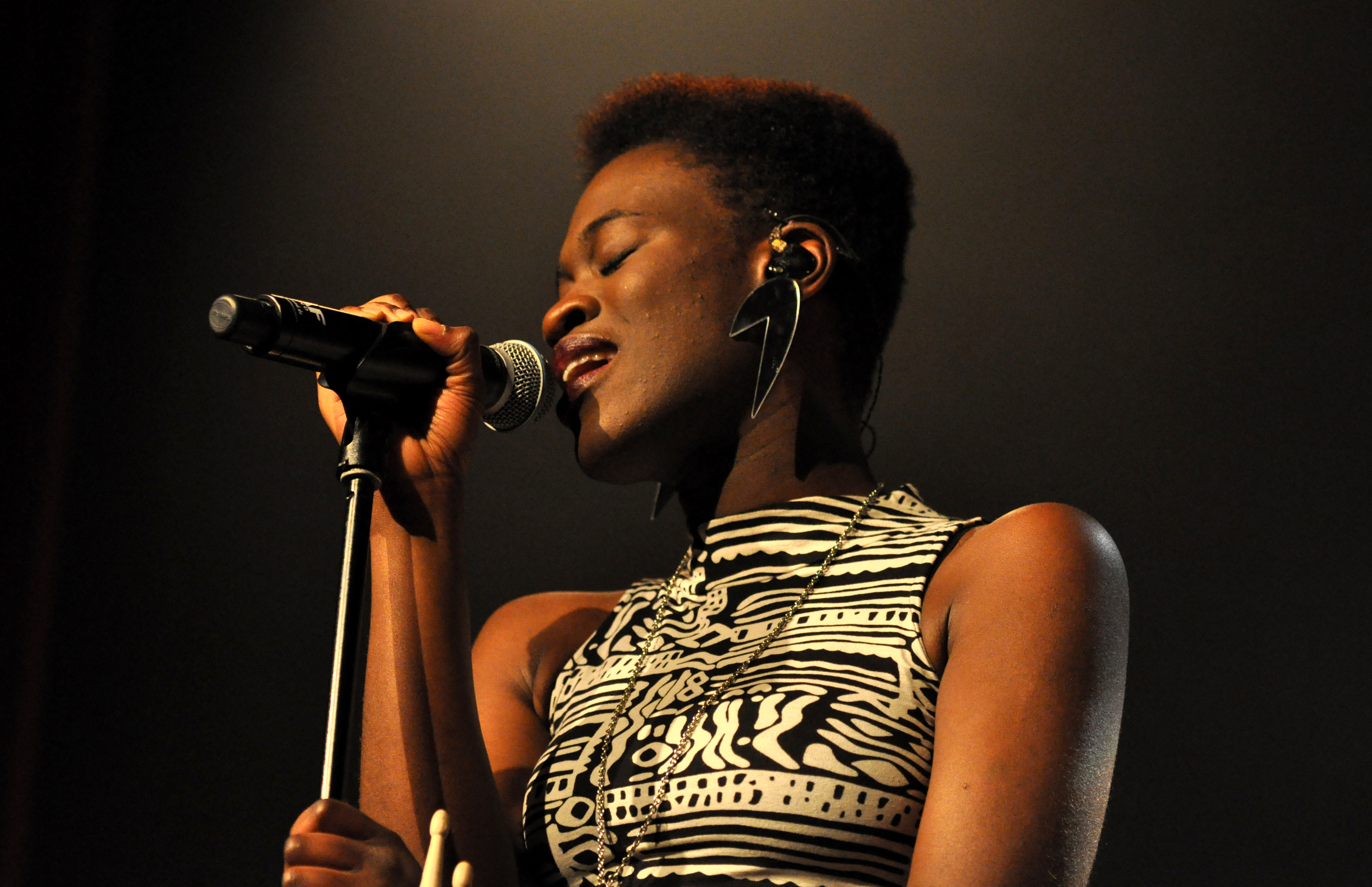
Ivy Quainoo (* 1992)

- Quaintance, George (1902–1957), US-amerikanischer Tänzer, Friseur, Fotograf, Maler und Illustrator
- Quaintance, Rachel (* 1972), US-amerikanische Schauspielerin
- Quainton, Anthony C. E. (1934–2023), US-amerikanischer Diplomat
- Quaiser, Benjamin (* 1980), deutscher Schauspieler
- Quaiser, Daniel (* 1975), Schweizer Musiker und Sänger (Bariton)
- Quaiser, Gerhard (1930–2009), deutscher Dompteur
- Quaiser-Pohl, Claudia (* 1965), deutsche Psychologin
- Quaison, Robin (* 1993), schwedischer Fußballspieler
- Quaison-Sackey, Alex (1924–1992), ghanaischer Politiker und Diplomat
- Quaisser, Joseph († 1845), deutscher Maler
- Quaisser, Ulf (* 1962), deutscher Fußballspieler
- Quaites, Terrance (* 1976), US-amerikanischer R&B-/Hip-Hop-Sänger

### Quak
- Quak, Gabriel (* 1990), singapurischer Fußballspieler
- Quak, Udo (* 1935), deutscher Autor und Pädagoge
- Quake, Stephen (* 1969), US-amerikanischer Bioingenieur
- Quakernack, Walter (1907–1946), deutscher SS-Oberscharführer im KZ Auschwitz

### Qual
- Qual, Helmut (1947–2023), deutscher Politiker (FDP), MdL
- Qual, Theodor (1818–1892), deutscher Jurist und Politiker
- Quale, Steven (* 1967), US-amerikanischer FilmregisseurSteven Quale (* 1967)

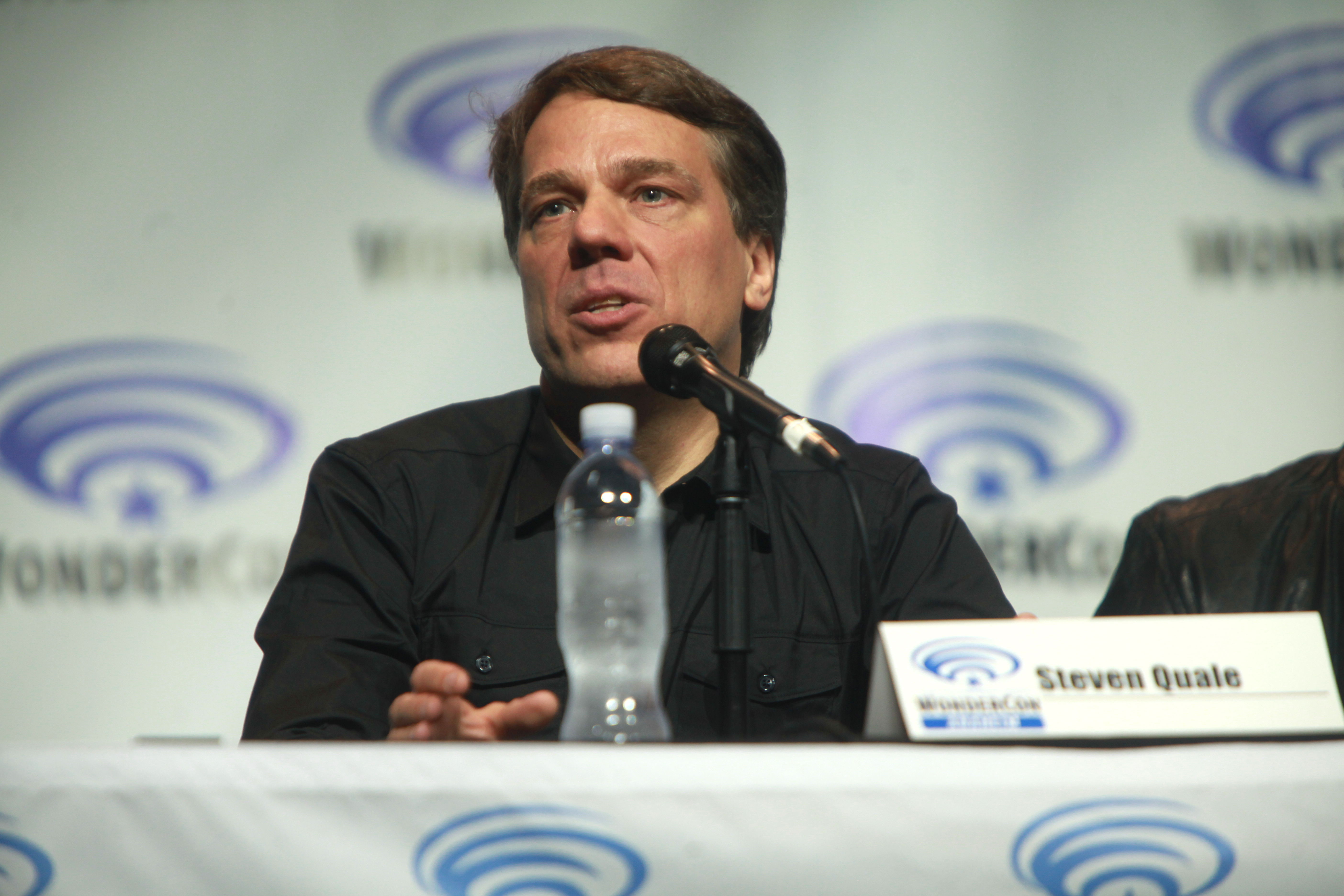
Steven Quale (* 1967)

- Qualen, Claus von (1602–1664), holsteinischer Amtmann, herzöglich-holsteinischer Gesandter und Diplomat
- Qualen, Friedrich August von (1747–1805), holsteinischer Landrat
- Qualen, Hans-Hellmuth (1907–1993), deutscher Politiker (FDP, später parteilos), Landesminister in Schleswig-Holstein
- Qualen, Henning von (1703–1785), Königlicher Dänischer Geheimer- und Conferenz- und Landrat, Oberpräsident von Altona und Klosterpropst zu Uetersen
- Qualen, John (1899–1987), kanadischer Theater- und Filmschauspieler norwegischer Herkunft
- Qualen, Josias von († 1586), Feldmarschall und Gouverneur von Süderdithmarschen
- Qualen, Josias von (1705–1775), Propst des Klosters Preetz
- Qualen, Josias von (1742–1819), Geheimer Konferenzrat und Klosterprobst von Uetersen
- Qualen, Louise von (1810–1895), deutsche Adelige, Wohltäterin und Stiftsdame des Klosters Uetersen
- Qualen, Otto der Ältere von (1541–1604), Amtmann in Schwabstedt und Tondern
- Qualen, Otto von der Jüngere (1566–1620), Amtmann in Kiel
- Qualen, Rudolf Anton Ludwig von (1778–1830), deutscher Offizier und Diplomat in dänischen Diensten und Opfer eines nie geklärten Mordfalls
- Qualey, David (1947–2024), US-amerikanischer Gitarrist
- Qualley, Margaret (* 1994), US-amerikanische SchauspielerinMargaret Qualley (* 1994)

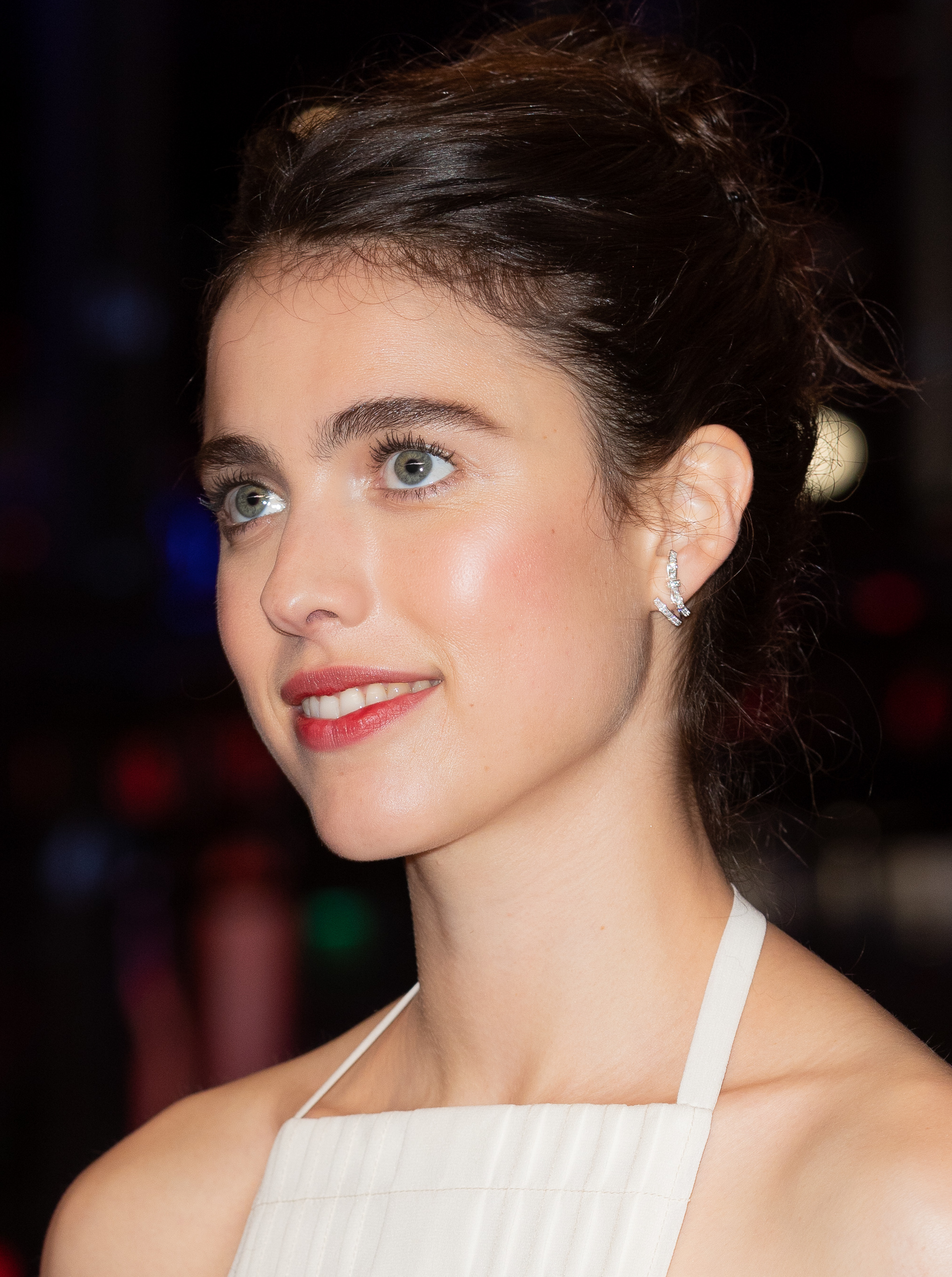
Margaret Qualley (* 1994)

- Quallo, August (* 1885), deutscher Politiker (SPD), MdPl
- Quallo, Peter (* 1971), deutscher Fußballspieler
- Qualls, DJ (* 1978), US-amerikanischer Schauspieler
- Qualtinger, Helmut (1928–1986), österreichischer Kabarettist und Schriftsteller

### Quam
- Quambusch, Hans (1886–1965), deutscher Jurist
- Quambusch, Lutz (* 1944), deutscher Künstler
- Quambusch, Marc (* 1970), deutscher Filmproduzent und Medienmanager
- Quammen, David (* 1948), US-amerikanischer Schriftsteller und Wissenschaftsjournalist

### Quan
- Quan, Kaiserin der Wu-Dynastie zur Zeit der drei Reiche
- Quan, Deyu (759–818), chinesischer Politiker und Dichter
- Quan, Graciela (1911–1999), guatemaltekische Anwältin, Frauenrechtlerin und Aktivistin
- Quan, Hongchan (* 2007), chinesische Wasserspringerin
- Quan, Ke Huy (* 1971), US-amerikanischer Schauspieler und Stunt-ChoreographKe Huy Quan (* 1971)

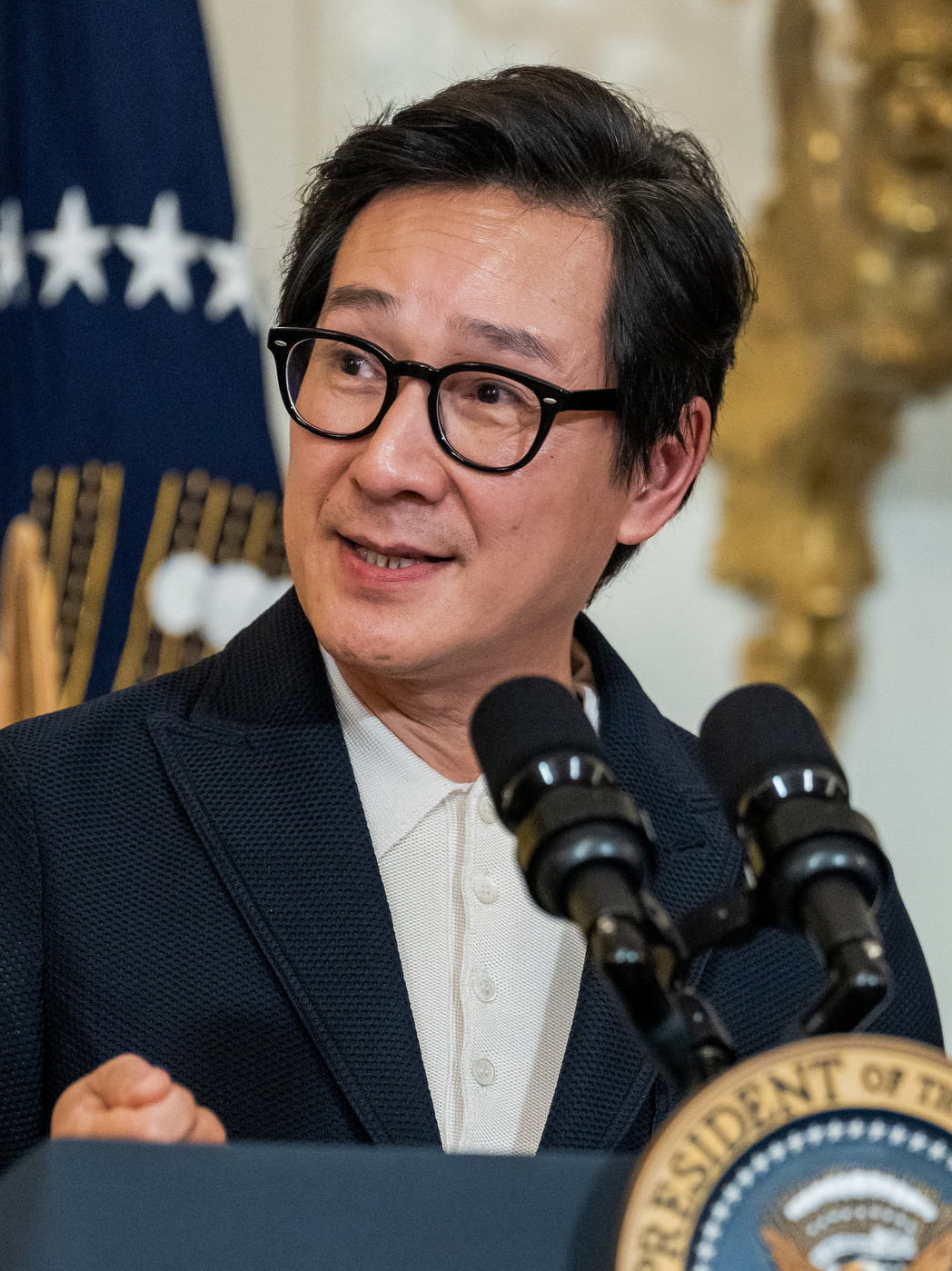
Ke Huy Quan (* 1971)

- Quan, Samantha (* 1975), kanadische Filmschauspielerin und Filmproduzentin
- Quance, Kristine (* 1975), US-amerikanische Schwimmerin
- Quander, Georg (* 1950), deutscher Opern- und Filmregisseur, Musikjournalist, Autor und Kulturmanager
- Quando Rondo (* 1999), US-amerikanischer Rapper, Sänger und Songwriter
- Quandt de Oliveira, Euclides (1919–2013), brasilianischer Politiker
- Quandt, Barbara (* 1947), deutsche Malerin
- Quandt, Bernhard (1903–1999), deutscher Politiker (KPD, SED) und SED-Funktionär, MdV
- Quandt, Carl Emil Wilhelm (1835–1911), evangelischer Pfarrer und Superintendent
- Quandt, Christian Friedrich (1766–1806), deutscher Arzt und Schriftsteller
- Quandt, Clara (1841–1919), deutsche Schriftstellerin
- Quandt, Detlev († 1991), deutscher Schauspieler
- Quandt, Emil (1849–1925), deutscher Unternehmer in der Textilindustrie
- Quandt, Gabriele (* 1952), deutsche Unternehmerin, Tochter des deutschen Industriellen Harald Quandt
- Quandt, Günther (1881–1954), deutscher Industrieller
- Quandt, Harald (1921–1967), deutscher Maschinenbau-Ingenieur und UnternehmerHarald Quandt (1921–1967)

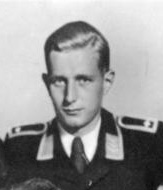
Harald Quandt (1921–1967)

- Quandt, Herbert (1910–1982), deutscher Industrieller
- Quandt, Jochen (* 1920), deutscher Neurologe und Hochschullehrer
- Quandt, Johann Christian der Ältere (1704–1750), deutscher Geistlicher
- Quandt, Johann Christian der Jüngere (1733–1822), herrnhutischer Geistlicher
- Quandt, Johann Gottlob von (1787–1859), deutscher Kunsthistoriker und Kunstmäzen
- Quandt, Johann Jakob (1686–1772), deutscher Theologe in Königsberg
- Quandt, Johann Ludwig (1801–1871), evangelischer Geistlicher und pommerscher Historiker
- Quandt, Johanna (1926–2015), deutsche Unternehmerin und Anteilseignerin an BMW
- Quandt, Johannes Paul (1863–1937), deutscher evangelischer Pfarrer
- Quandt, Norbert (* 1960), deutscher Basketballspieler
- Quandt, Siegfried (1936–2024), deutscher Medienhistoriker und Geschichtsdidaktiker
- Quandt, Silvia (* 1937), deutsche Malerin, Grafikerin und Unternehmerin
- Quandt, Stefan (* 1966), deutscher Unternehmer und Milliardär
- Quandt, Sven (* 1956), deutscher Unternehmer und Motorsportler
- Quandt, Thorsten (* 1971), deutscher Hochschullehrer
- Quandt, Willy (1912–1968), deutscher Pfarrer
- Quane, Troy, kanadischer Animator und Filmregisseur
- Quaner, Collin (* 1991), deutsch-ghanaischer Fußballspieler
- Quang Dũng (* 1976), vietnamesischer Sänger
- Quanjer, Hendrik Marius (1879–1961), niederländischer Phytopathologe
- Quansah, Jarell (* 2003), englischer FußballspielerJarell Quansah (* 2003)

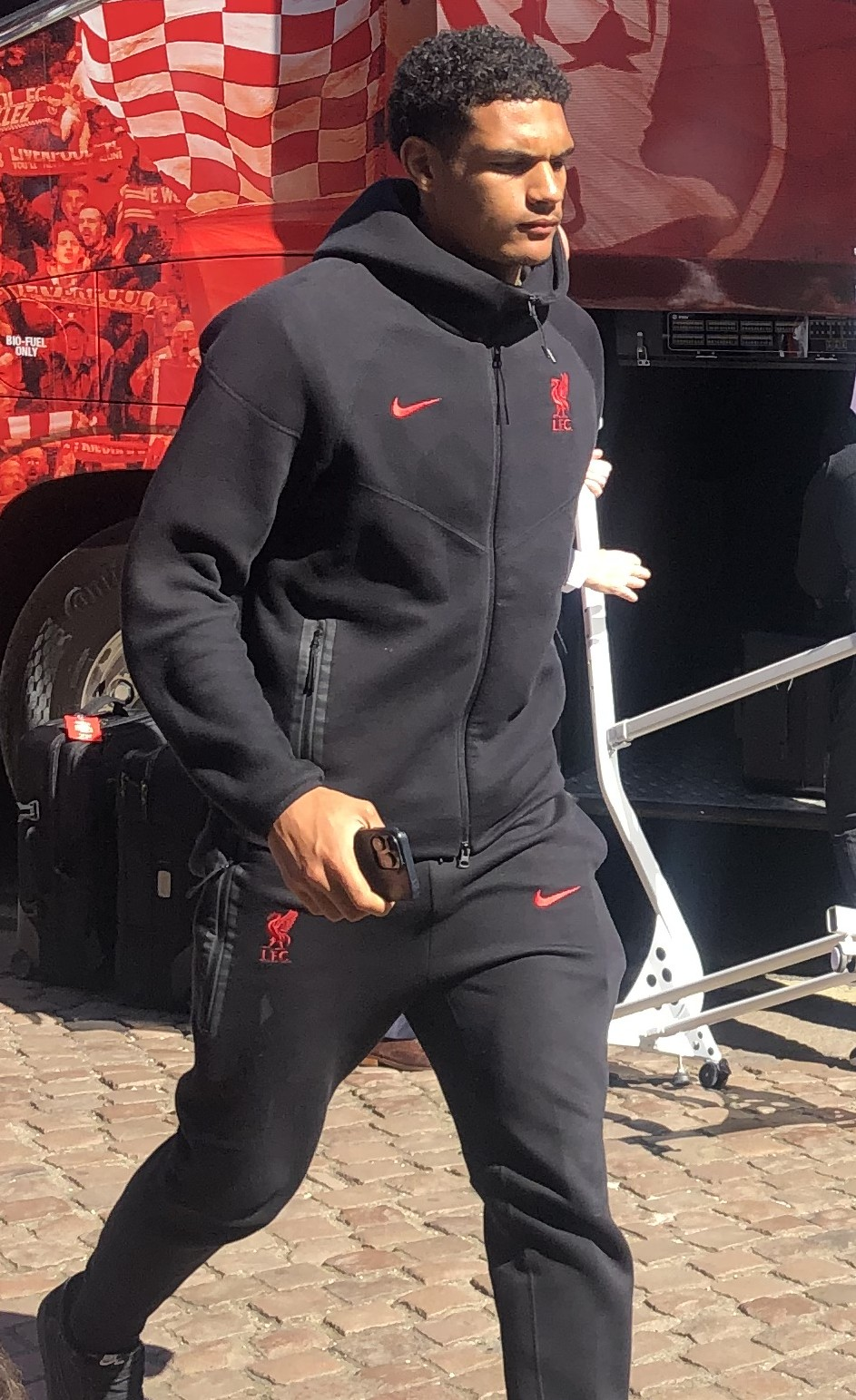
Jarell Quansah (* 2003)

- Quansah, Kwame (* 1982), ghanaischer Fußballspieler
- Quansah, Nat (* 1953), ghanaischer Botaniker und Naturschützer
- Quant, Fritz (1888–1933), deutscher Grafiker, Maler und Gestalter
- Quant, Mary (1930–2023), britische Modedesignerin, gilt als Erfinderin des Minirocks
- Quantajew, Jermek (* 1990), kasachischer Fußballspieler
- Quante, Andreas Bernhard (1799–1874), deutscher Jurist und Politiker
- Quante, Bernhard (1812–1875), deutscher römisch-katholischer Geistlicher, Musikpädagoge und Chorleiter
- Quante, Michael (* 1962), deutscher Philosoph
- Quante, Otto (1875–1947), deutscher Arzt, Maler und Radierer
- Quante, Robert (* 1977), deutscher Kameramann und Filmeditor
- Quante, Stefan (* 1959), deutscher Journalist
- Quante-Brandt, Eva (* 1960), deutsche Pädagogin, Hochschullehrerin und Politikerin (SPD), Gesundheitssenatorin der Freien Hansestadt Bremen
- Quanter, Karl (1805–1876), deutscher Theaterschauspieler und -regisseur
- Quanter, Marie (1840–1918), deutsche Kinderdarstellerin und Theaterschauspielerin
- Quanter, Rudolf (1861–1938), deutscher Journalist und Schriftsteller
- Quantin, Pierre (1759–1824), französischer Général de division der Artillerie
- Quantmeyer, Gerome, deutscher Synchronsprecher
- Quantrill, William Clark (1837–1865), Partisanen-Führer im amerikanischen SezessionskriegWilliam Clark Quantrill (1837–1865)

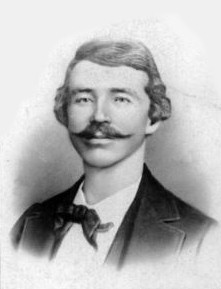
William Clark Quantrill (1837–1865)

- Quantschnig, Christoph (* 1985), österreichischer Eishockeyspieler
- Quantschnig, Josef (* 1939), österreichischer Politiker (SPÖ), Landtagsabgeordneter
- Quantschnigg, Peter (1955–2009), österreichischer Steuerrechtsexperte
- Quantz, Johann Joachim (1697–1773), deutscher Musiker und Komponist
- Quanz, Dietrich (* 1937), deutscher Sportwissenschaftler und Hochschullehrer
- Quanz, Friedrich (1892–1968), deutscher Politiker (CDU), MdL
- Quanz, Henning (* 1967), deutscher Fernsehmoderator, Journalist, Filmemacher und Sprecher
- Quanz, Johann Baptist (1741–1822), deutscher römisch-katholischer Priester und Wohltäter
- Quanz, Lothar (* 1949), deutscher Politiker (SPD), MdL
- Quanz, Willibald (1905–1980), deutscher Komponist

### Quap
- Quapp, Nikita (* 2003), deutscher Eishockeytorwart
- Quapp, Waldemar (* 1970), deutscher Eishockeytorwart
- Quappik, Markus, deutscher Biathlet

### Quaq
- Quaque, Philip (1741–1816), anglikanischer Geistlicher, Missionar und Pädagoge

### Quar
- Quara, John (1924–2024), US-amerikanischer Jazzmusiker (Gitarre)
- Quaranta, Alfonso (1936–2023), italienischer Verfassungsrichter
- Quaranta, Bernardo (1796–1867), italienischer Archäologe
- Quaranta, Gianni (* 1943), italienischer Artdirector und Szenenbildner
- Quaranta, Ivan (* 1974), italienischer Radrennfahrer
- Quarantelli, Enrico L. (1924–2017), US-amerikanischer Soziologe und Pionier der Katastrophensoziologie
- Quarantotti Gambini, Pier Antonio (1910–1965), italienischer Journalist und Schriftsteller
- Quarantotti, Giovanni Battista (1733–1820), italienischer Kardinal der Römischen Kirche
- Quarantotto, Antonio (1895–1987), italienischer Schwimmer
- Quarantotto, Lucio (1957–2012), italienischer Cantautore
- Quarch, Benedikt (* 1993), deutscher Unternehmer, Jurist und Autor
- Quarch, Christoph (* 1964), deutscher Philosoph, Theologe und PublizistChristoph Quarch (* 1964)

Christoph Quarch (* 1964)

- Quarck, Burkhardt (1843–1909), deutscher Jurist und Politiker (NLP), MdR
- Quarck, Hermann (1873–1932), deutscher Staatsrat und Politiker (NLP), MdR
- Quarck, Karl (1869–1949), deutscher Landschaftsmaler
- Quarck, Max (1860–1930), deutscher Politiker (SPD), MdR
- Quarck-Hammerschlag, Meta (1864–1954), deutsche Politikerin (SPD)
- Quarcoo, Jonathan (* 1996), norwegischer Leichtathlet
- Quardt, Robert (1893–1971), deutscher katholischer Priester, Erzieher und geistlicher Schriftsteller
- Quare, Daniel (1648–1724), englischer Uhrmacher
- Quaregna, Paolo (* 1946), italienischer Regisseur
- Quarella, Doris (1944–1998), Schweizer Fotografin
- Quaremba, Pasquale (1905–1986), italienischer römisch-katholischer Bischof
- Quarenghi, Giacomo (1744–1817), italienisch-russischer Architekt
- Quaresma, Eduardo (* 2002), portugiesischer Fußballspieler
- Quaresma, Lecabela (* 1989), portugiesische Leichtathletin (São Tomé und Príncipe)
- Quaresma, Ricardo (* 1983), portugiesischer FußballspielerRicardo Quaresma (* 1983)

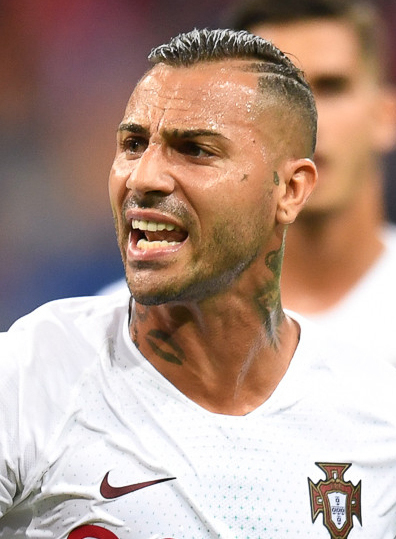
Ricardo Quaresma (* 1983)

- Quaresma, Virgínia (1882–1973), portugiesische Journalistin
- Quaresmio, Francesco (1583–1656), Franziskaner, Orientalist
- Quarg, Lisa (* 1984), deutsche Schauspielerin, Theaterregisseurin, Tänzerin und Choreographin
- Quarg, Oskar (1887–1969), deutscher Mittelstreckenläufer
- Quargentan, Giuseppe, italienischer Autorennfahrer
- Quarient und Raal, Franz Anton von († 1713), österreichischer Adliger und Beamter
- Quarin, Joseph von (1733–1814), österreichischer Arzt
- Quario, Maria Rosa (* 1961), italienische Skirennläuferin
- Quaritch, Bernard (1819–1899), englischer Buchhändler und Antiquar
- Quaritsch, Helmut (1930–2011), deutscher Rechtswissenschaftler
- Quarles van Ufford, Jacob Karel Willem (1818–1902), niederländischer Jurist und Kolonialbeamter
- Quarles van Ufford, Johan Willem (1882–1951), niederländischer Jurist und Beamter (Kommissar der Königin)
- Quarles van Ufford, Philip (* 1939), niederländischer Entwicklungssoziologe
- Quarles, Donald A. (1894–1959), US-amerikanischer Politiker
- Quarles, Francis (1592–1644), englischer Schriftsteller
- Quarles, James Minor (1823–1901), US-amerikanischer Politiker
- Quarles, Joseph V. (1843–1911), US-amerikanischer Jurist und Politiker (Republikanische Partei)
- Quarles, Julian M. (1848–1929), US-amerikanischer Politiker
- Quarles, Tunstall († 1855), US-amerikanischer Politiker
- Quarmby, Doris (1919–2005), britische Schwimmerin
- Quarmby, Ryan, britischer Schauspieler
- Quaroni, Alessandro (* 1934), italienischer Diplomat
- Quaroni, Pietro (1898–1971), italienischer Diplomat
- Quarracino, Antonio (1923–1998), argentinischer Priester, Kardinal der römisch-katholischen Kirche
- Quarrey, David (* 1966), britischer Diplomat
- Quarrie, Donald (* 1951), jamaikanischer Sprinter und Olympiasieger
- Quarrier, Iain (* 1941), kanadischer Schauspieler
- Quarry, Jerry (1945–1999), US-amerikanischer Boxer
- Quarry, Mike (1951–2006), US-amerikanischer Boxer irischer Abstammung
- Quarry, Regina Katharina († 1821), deutsche Aquatintastecherin
- Quarry, Robert (1925–2009), US-amerikanischer Schauspieler
- Quarshie, Hugh (* 1954), britischer Schauspieler
- Quarshie, Joshua (* 2004), deutscher Fußballspieler
- Quarshie, Richard Kweku Abusua-Yedom (1922–1996), ghanaischer Diplomat, Geschäftsmann und Politiker
- Quarshie, Tetteh (1842–1892), ghanaischer Bauer, brachte 1879 die ersten Kakaosamen nach Ghana
- Quart, Anne (* 1972), deutsche Dolmetscherin, Gewerkschafterin und Staatssekretärin (Brandenburg)
- Quart, Aymon de († 1311), Bischof von Genf
- Quartapelle, Lia (* 1982), italienische Politikerin
- Quartararo, Fabio (* 1999), französischer MotorradrennfahrerFabio Quartararo (* 1999)

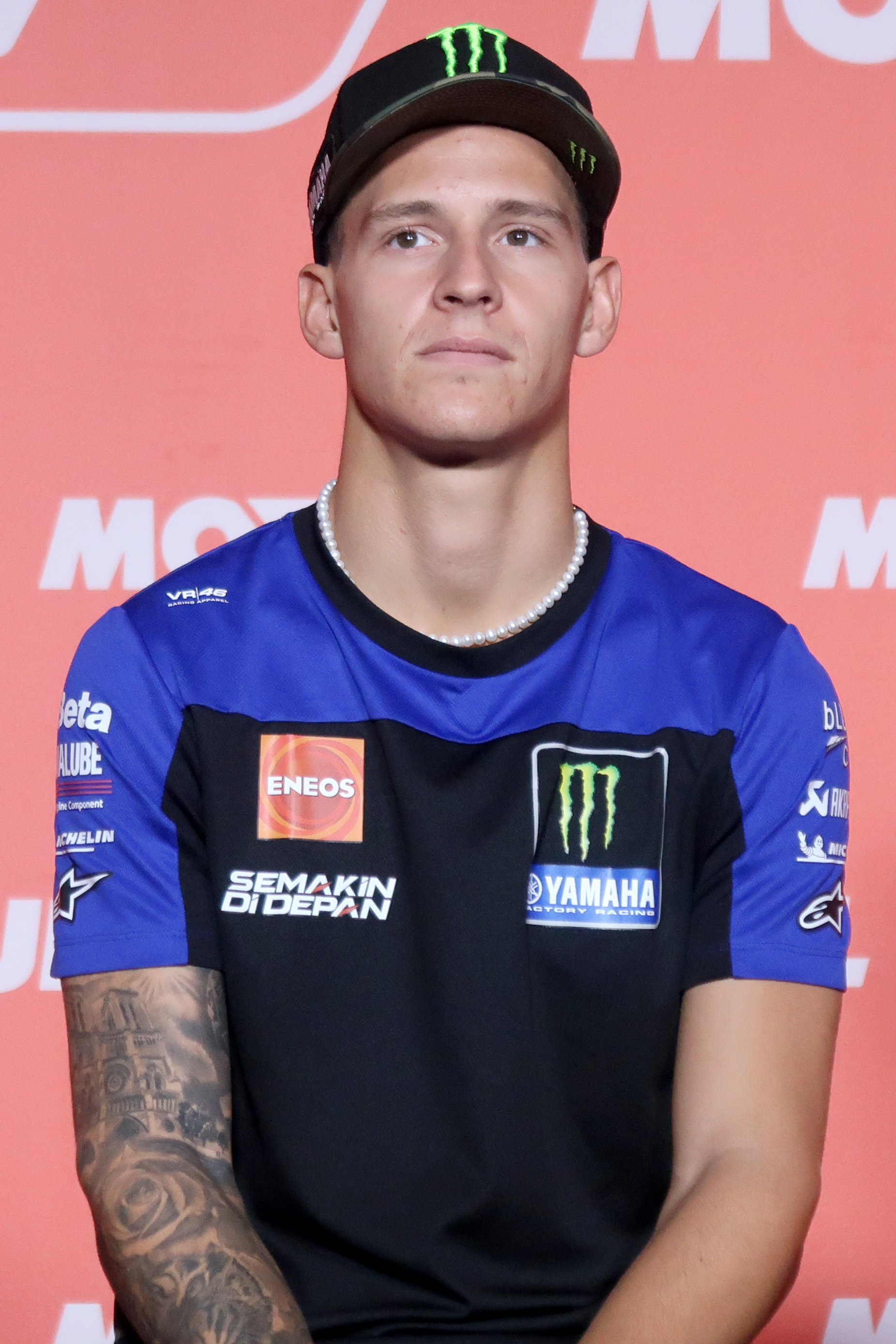
Fabio Quartararo (* 1999)

- Quartararo, Gaetano, italienischer Schauspieler und Filmregisseur
- Quartararo, Riccardo (1443–1506), italienischer Maler
- Quarter, William J. (1806–1848), irisch-US-amerikanischer Geistlicher, Bischof von Chicago
- Quarterman, Simon (* 1977), britischer Schauspieler
- Quarteroni, Alfio (* 1952), italienischer Mathematiker
- Quartey, Clement (1938–2024), ghanaischer Boxer
- Quartey, Cynthia (* 1965), ghanaische Sprinterin
- Quartey, Ebenezer (* 1934), ghanaischer Sprinter
- Quartey, Ike (* 1969), ghanaischer Boxer
- Quartey, Stella (* 1973), ghanaische Fußballspielerin
- Quarthal, Franz (1943–2024), deutscher Historiker
- Quarti, Peter (* 1967), deutscher Handballspieler
- Quartinius Saturnalis, Titus, römischer Soldat
- Quartinus († 235), römischer Staatsmann und Gegenkaiser
- Quarton, Enguerrand († 1466), französischer Maler und Buchmaler des späten Mittelalters
- Quartucci, Carlo (1938–2019), italienischer Regisseur, Schauspieler und Bühnenbildner
- Quartucci, Pedro (1905–1983), argentinischer Boxer und Schauspieler
- Quartullo, Pino (* 1957), italienischer Schauspieler, Drehbuchautor und Filmregisseur
- Quartus, Lucius Egnatius, römischer Offizier (Kaiserzeit)
- Quartzy, Josephs (* 1999), tansanischer Schauspieler, Sänger und Autor
- Quary, Robert († 1712), englischer Kolonialpolitiker, Gouverneur der Province of Carolina
- Quarz, Martin (* 1927), deutscher Fußballspieler

### Quas
- Quasbarth, Adalbert (1888–1971), deutscher Major der Sicherheitspolizei
- Quaschinski, Anja (* 1961), deutsche Malerin und Glasbildnerin
- Quaschner, Nils (* 1994), deutscher Fußballspieler
- Quaschni, Axel (* 1948), deutscher Fußballspieler
- Quaschning, Ernst (1898–1973), deutscher SED-Funktionär, MdL
- Quaschning, Volker (* 1969), deutscher Ingenieurwissenschaftler und HochschullehrerVolker Quaschning (* 1969)

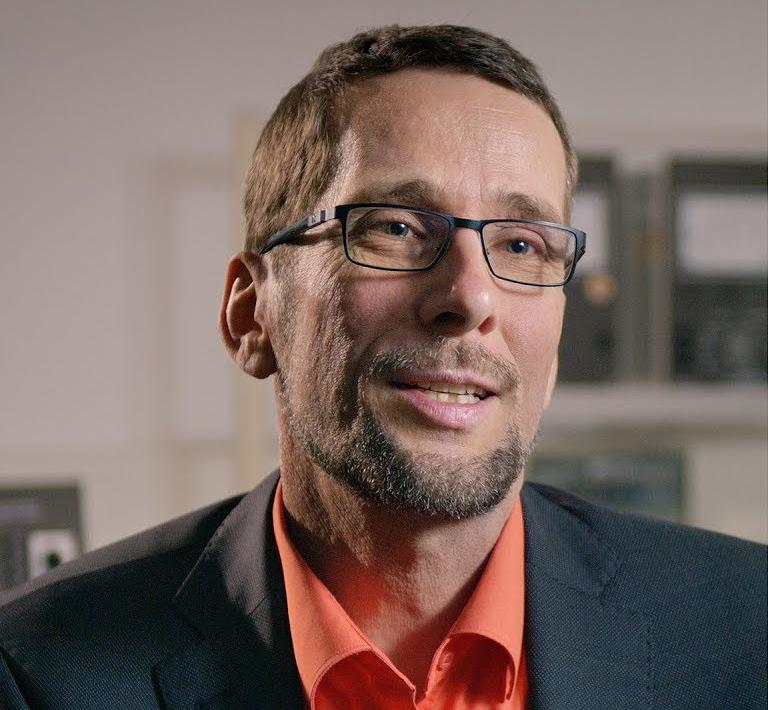
Volker Quaschning (* 1969)

- Quasebart, Karl (1882–1949), deutscher Unternehmer und Wehrwirtschaftsführer
- Quasebarth, Gabriele (1956–1986), deutsche Künstlerin
- Quasebarth, Steffen (* 1970), deutscher Politiker (BSW), Nachrichtensprecher und Fernsehmoderator
- Quashie, Nigel (* 1978), schottischer Fußballspieler
- Quashigah, Courage (1947–2010), ghanaischer Politiker, Gesundheitsminister Ghanas
- Quasimodo, Salvatore (1901–1968), italienischer Lyriker und Kritiker; Nobelpreisträger
- Quaß, Friedemann (* 1941), deutscher Althistoriker
- Quassa, Paul (* 1952), kanadischer Politiker (Nunavut), Premierminister
- Quassowski, Arthur (1858–1943), preußischer Generalleutnant
- Quassowski, Hans Wolfgang (1890–1968), ostpreußischer Familienforscher (Genealoge)
- Quassowski, Julius Ludwig (1824–1909), deutscher Eisenbahn-Bauingenieur und preußischer Baubeamter
- Quast, Adolf (1910–2014), deutscher Theologe und ehemaliger Domprediger
- Quast, Albrecht Christoph von (1613–1669), deutscher Gutsbesitzer, kurbrandenburgischer Geheimer Kriegsrat, Generalmajor

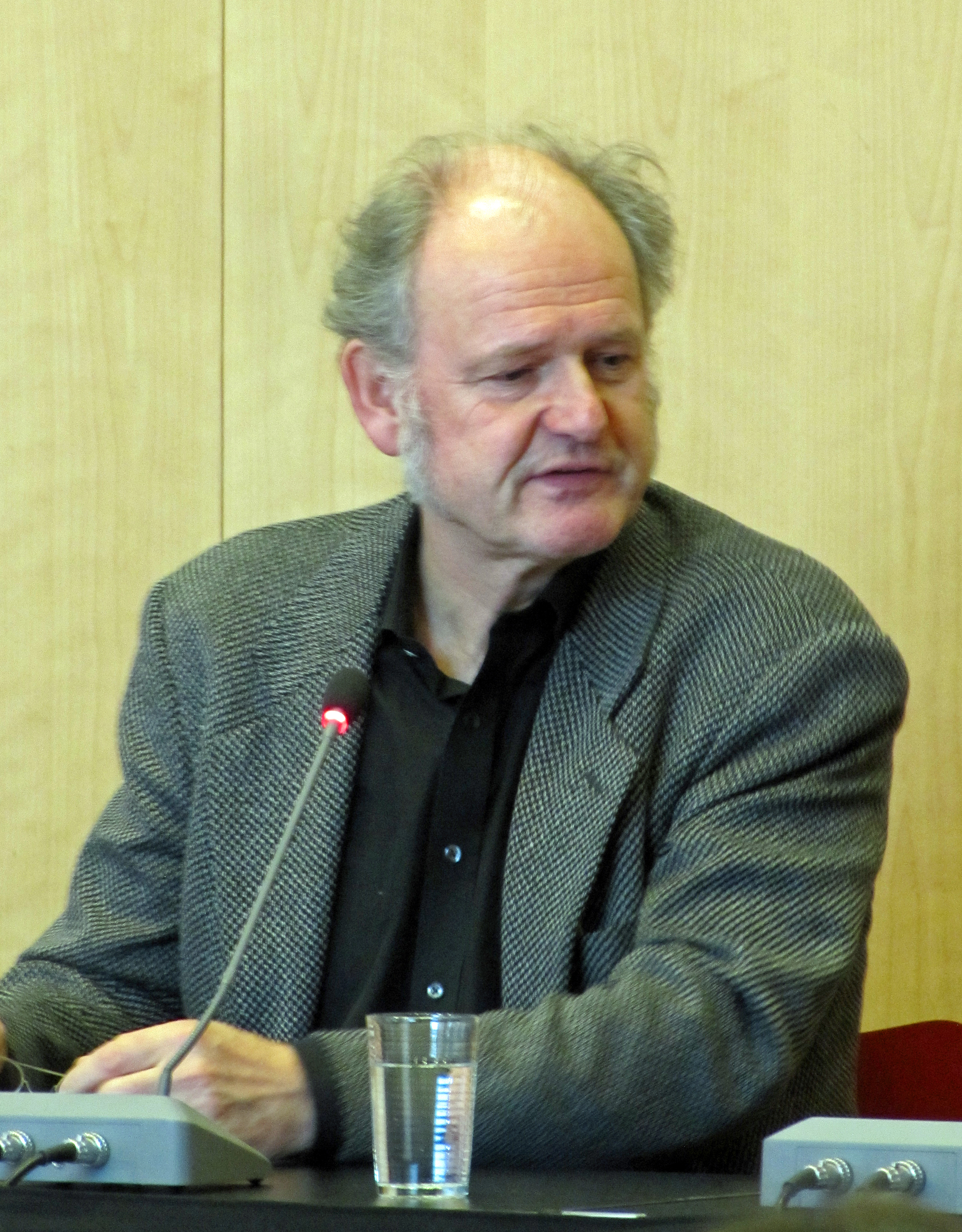
Michael Quast (* 1959)

- Quast, Angela (* 1965), deutsche Schauspielerin und Synchronsprecherin
- Quast, Anja (* 1971), deutsche Politikerin (SPD)
- Quast, Bruno (* 1958), deutscher Germanist
- Quast, Cläre (1902–1984), deutsche Widerstandskämpferin und Gewerkschafterin
- Quast, Dieter (1928–2020), deutscher Architekt
- Quast, Ferdinand von (1807–1877), deutscher Architekt, KunsthistorikerFerdinand von Quast (1807–1877)

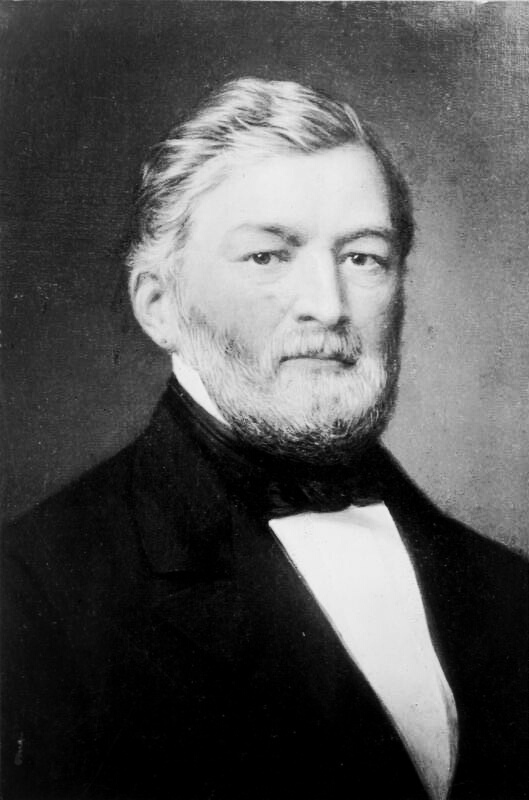
Ferdinand von Quast (1807–1877)

- Quast, Ferdinand von (1850–1939), preußischer General der Infanterie im Ersten Weltkrieg
- Quast, Giselher (* 1951), deutscher evangelischer Geistlicher, Domprediger des Magdeburger Dom
- Quast, Hans-Henning von (1885–1939), deutscher Rittergutsbesitzer und Politiker
- Quast, Heinz-Gerhard (* 1917), deutscher Fußballspieler
- Quast, Helmut (1934–2020), deutscher Chemiker und Hochschullehrer
- Quast, Hendrik (* 1985), deutscher Aktions- und Performancekünstler
- Quast, Hermann von (1812–1888), märkischer Adliger, Offizier und Landwirt im Ruppiner Land
- Quast, Jan (* 1966), deutscher Politiker (SPD), MdHB
- Quast, Jan (* 1970), deutscher Boxer
- Quast, Jan Julius (* 1939), deutscher Maler
- Quast, Karl-Heinz (* 1943), deutscher Brigadegeneral der Bundeswehr
- Quast, Leopold Heinrich von (1742–1800), preußischer Leutnant und Landrat
- Quast, Martin (* 1968), deutscher Kommentator
- Quast, Michael (* 1959), deutscher Schauspieler, Kabarettist, Regisseur und ProduzentMichael Quast (* 1959)
- Quast, Nini von (* 1965), deutsche Schauspielerin, Hörspiel- und Synchronsprecherin
- Quast, Ole (* 1989), deutscher Cyclocross- und Straßenradrennfahrer
- Quast, Philip (* 1957), australischer Musical-Darsteller und Schauspieler
- Quast, Richard (1896–1966), deutscher kommunistischer Funktionär und Widerstandskämpfer, Mitarbeiter des ZK der SED
- Quast, Sofie (1901–1983), deutsche Wohlfahrtspflegerin und Leiterin des heutigen Deutschen Zentralinstitut für soziale Fragen
- Quast, Thomas (* 1962), deutscher Richter, Musiker und Komponist neuer geistlicher Lieder
- Quast, Ute (* 1934), deutsche Medizinerin und Sachbuchautorin
- Quast, Veronika von (* 1946), deutsche Schauspielerin, Komikerin und Diseuse
- Quast-Radensleben, Siegfried von (1842–1887), deutscher Rittergutsbesitzer, Verwaltungsbeamter und Parlamentarier
- Quastel, Jeremy (* 1963), kanadischer Mathematiker
- Quastel, Juda H. (1899–1987), britisch-kanadischer Biochemiker und Neurowissenschaftler
- Quasten, Gregor (1952–2004), deutscher Fußballtorhüter
- Quasten, Johannes (1900–1987), deutscher katholischer Theologe und Patrologe
- Quasten, Paul (* 1985), niederländischer Fußballspieler
- Quasthoff, Michael (1957–2010), deutscher Journalist
- Quasthoff, Thomas (* 1959), deutscher Sänger (Bassbariton), Gesangspädagoge und HochschullehrerThomas Quasthoff (* 1959)

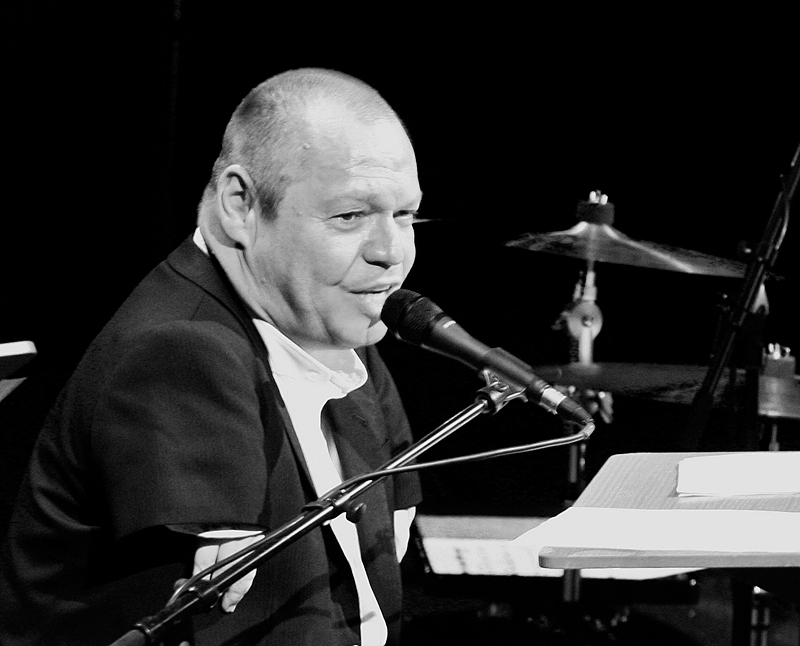
Thomas Quasthoff (* 1959)

### Quat
- Quat, Islambek (* 1993), kasachischer Fußballspieler
- Quataert, Donald (1941–2011), US-amerikanischer Historiker mit Spezialgebiet Osmanisches Reich
- Quate, Calvin (1923–2019), US-amerikanischer Ingenieur
- Quateen, Salem, libyscher Diplomat
- Quatember, Andreas, österreichischer Statistiker und Sachbuchautor
- Quatember, Matthäus (1894–1953), Generalabt des Zisterzienserordens
- Quatember, Ursula (* 1976), österreichische Klassische Archäologin
- Quatennens, Adrien (* 1990), französischer Politiker
- Quatram, Josef, deutscher Fußballspieler
- Quatram, Sebastian, deutscher Fußballspieler
- Quatrebarbes, Marie-Christine de (* 1970), deutsche Schauspielerin
- Quatrefages, Armand de (1810–1892), französischer Naturforscher
- Quatremère de Quincy, Antoine Chrysostôme (1755–1849), französischer Kunsthistoriker und Archäologe
- Quatremère, Étienne Marc (1782–1857), französischer Orientalist
- Quatro, Suzi (* 1950), US-amerikanische RockmusikerinSuzi Quatro (* 1950)

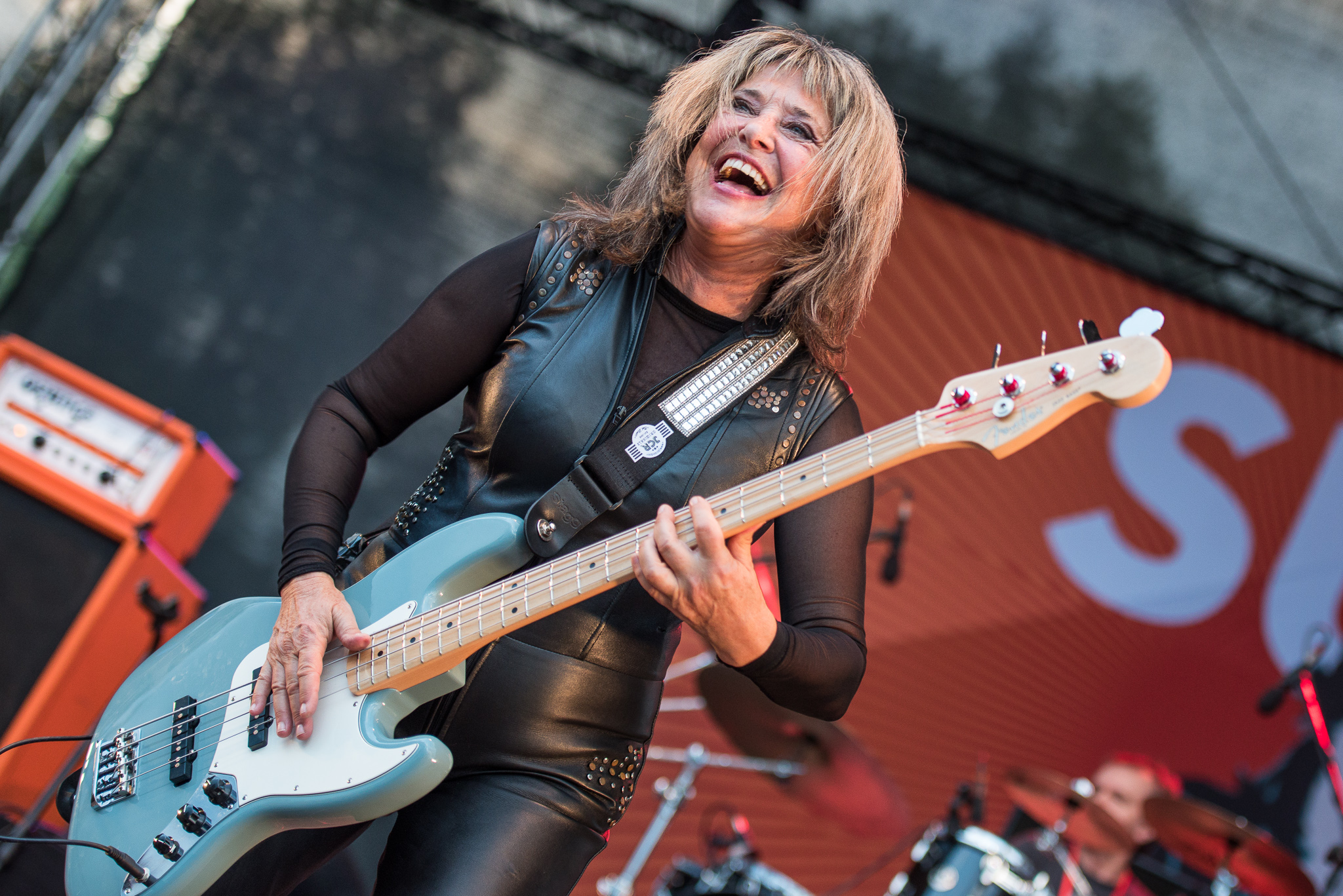
Suzi Quatro (* 1950)

- Quattenus, antiker römischer Toreut
- Quattro, Jacqueline de (* 1960), Schweizer Politikerin (FDP)
- Quattrocchi, Andrea (* 1989), paraguayische Schauspielerin
- Quattrocchi, Filippo (1738–1813), italienischer Maler
- Quattrocchi, Pablo (* 1974), argentinischer Fußballspieler
- Quattrone, Chiara (* 1995), italienische Tennisspielerin
- Quatuor, Willy (1937–2017), deutscher Boxer

### Quav
- Quavo (* 1991), US-amerikanischer RapperQuavo (* 1991)

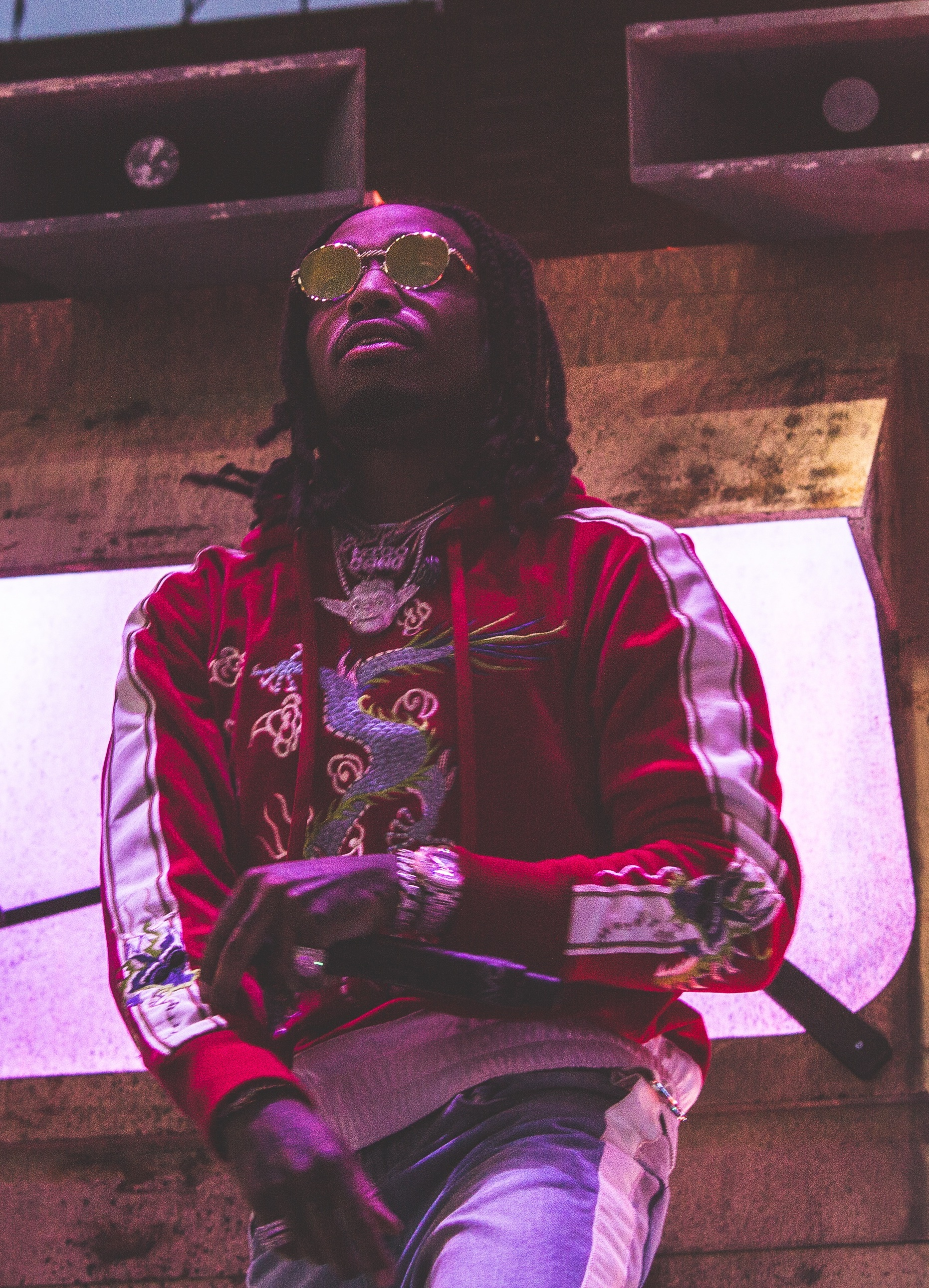
Quavo (* 1991)

### Quaw
- Quawas, Rula (1960–2017), jordanische Literaturwissenschaftlerin, Aktivistin und Hochschullehrerin

### Quax
- Quax, Dick (1948–2018), neuseeländischer Leichtathlet
- Quax, Kees (1905–1973), niederländischer Fußballtorhüter

### Quay
- Quay, Jan de (1901–1985), niederländischer Politiker (KVP)
- Quay, Joanne (* 1980), malaysische Badmintonspielerin
- Quay, Matthew (1833–1904), US-amerikanischer Politiker
- Quay, Simone de (1926–2022), Schweizer Malerin
- Quay, Stephen (* 1947), US-amerikanischer Filmemacher und Stop-Motion-Künstler
- Quay, Timothy (* 1947), US-amerikanischer Filmemacher und Stop-Motion-Künstler
- Quaye, Daniel (* 1980), ghanaischer Fußballspieler
- Quaye, Emmanuel Aryee (* 1938), ghanaischer Tischtennisspieler
- Quaye, Finley (* 1974), britischer Reggae-Musiker
- Quaye, Ibrahim Cudjoe (* 1937), ghanaischer Politiker, Regionalminister
- Quaye, Lawrence (* 1984), ghanaisch-katarischer Fußballspieler
- Quaye, Maxwell (* 1998), ghanaischer Fußballspieler
- Quaye, Shamo (1971–1997), ghanaischer Fußballspieler
- Quaye, Terri (* 1940), britische Jazzmusikerin
- Quayle, Anna (1932–2019), britische Schauspielerin
- Quayle, Anthony (1913–1989), britischer Film- und Theaterschauspieler sowie Schriftsteller
- Quayle, Ben (* 1976), US-amerikanischer Politiker (Republikanische Partei)
- Quayle, Dan (* 1947), US-amerikanischer Politiker (Republikaner), 44. Vizepräsident der USADan Quayle (* 1947)

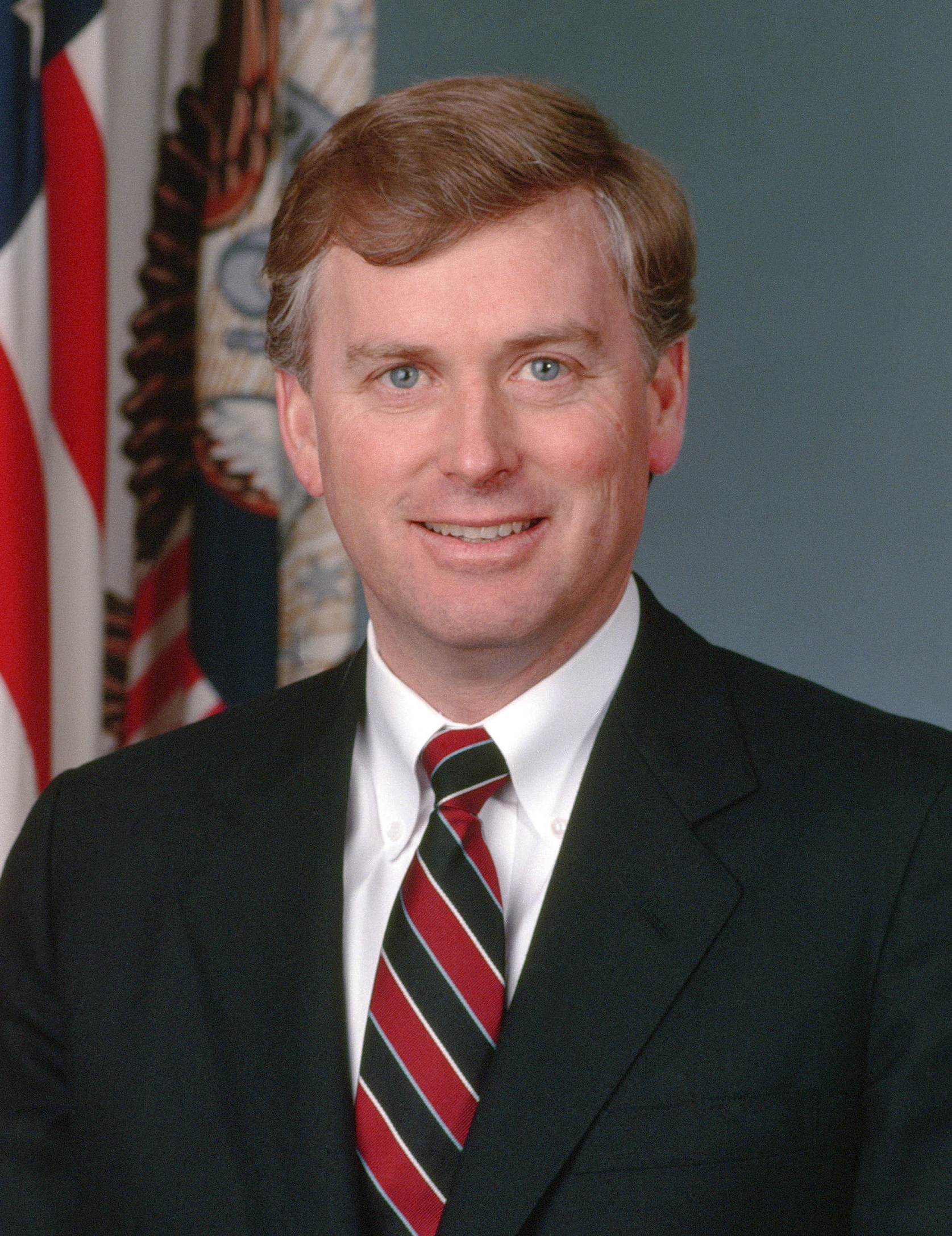
Dan Quayle (* 1947)

- Quayle, Howard (* 1967), britischer Politiker der Isle of Man
- Quayle, John (1868–1930), US-amerikanischer Politiker
- Quayle, Marilyn (* 1949), US-amerikanische Politikergattin, Gattin des US-Vizepräsidenten Dan Quayle
- Quayle, Quinton (* 1955), britischer Diplomat
- Quaytman, R. H. (* 1961), US-amerikanische Malerin und Installationskünstlerin

### Quaz
- Quazzola, Italo (* 1994), italienischer Mittel- und Langstreckenläufer